# XVIIe législature de la Cinquième République française
La XVIIe législature de la Cinquième République est un cycle parlementaire français qui s'ouvre le 18 juillet 2024, à la suite des élections législatives qui se sont déroulées le 30 juin et le 7 juillet. Les premiers travaux de l'Assemblée nationale prennent place le 18 juillet 2024.

## Composition de l'exécutif

### Président de la République
À l'ouverture de la XVIIe législature, Emmanuel Macron est président de la République depuis le 14 mai 2017 (soit 7 ans, 2 mois et 4 jours). Il a été élu président une première fois le 7 mai 2017 avec 66,10 % des suffrages puis réélu pour un second quinquennat le 24 avril 2022 avec 58,55 % des voix.
Peu après l'annonce préliminaire des résultats des élections européennes du 9 juin 2024, marquée par une percée historique du Rassemblement national, le président de la République, Emmanuel Macron annonce en application de l'article 12 de la Constitution du 4 octobre 1958, la dissolution de l'Assemblée nationale. Cette dissolution met fin à la XVIe législature de la Ve République.

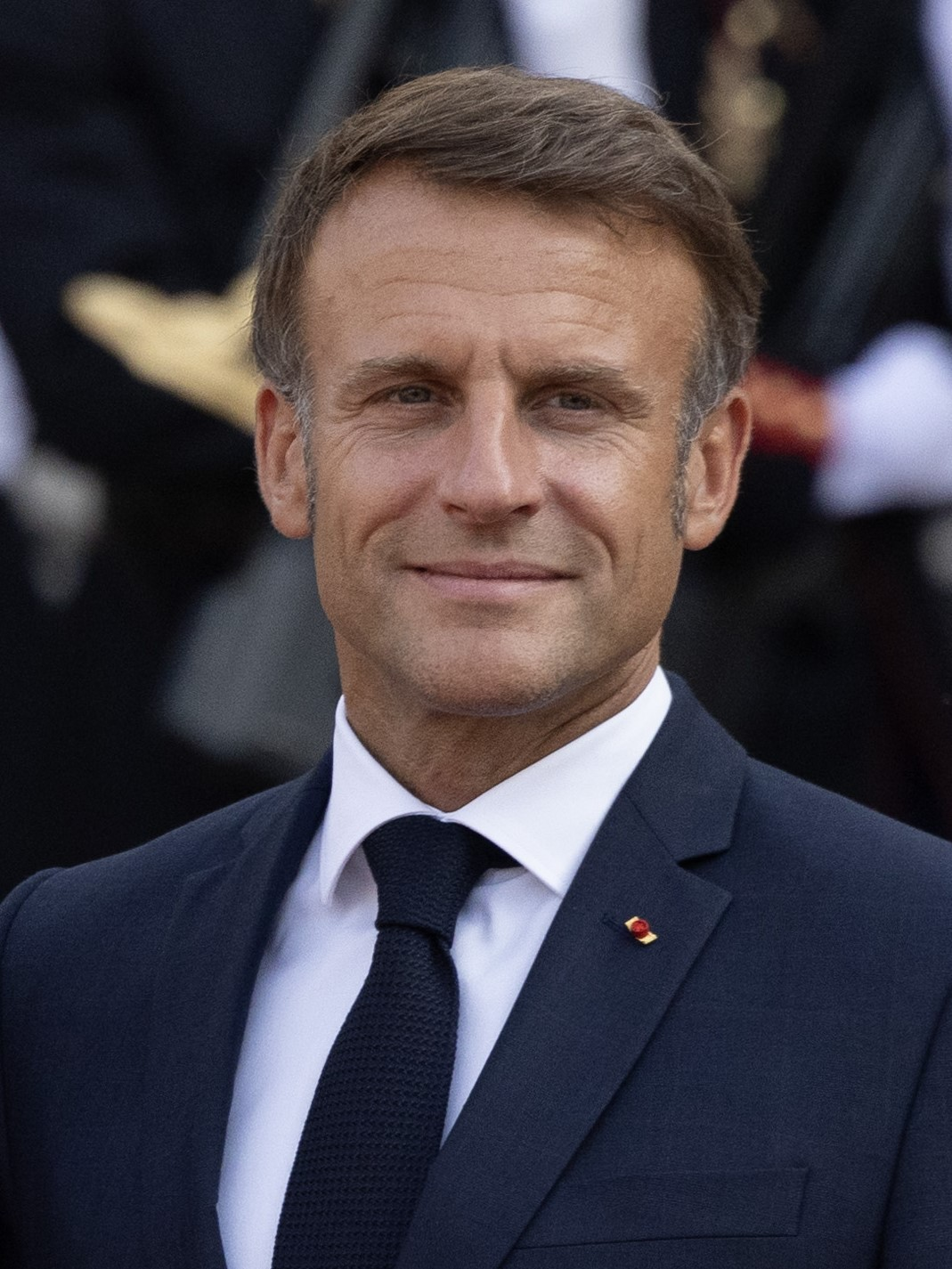
Emmanuel Macron, président de la République depuis le 14 mai 2017.

### Premiers ministres et gouvernements successifs
Après qu'Emmanuel Macron ait refusé la démission du gouvernement Attal au lendemain du second tour des élections législatives, Gabriel Attal présente à nouveau la démission de son gouvernement le 16 juillet 2024 au président de la République, à deux jours de l'ouverture de la nouvelle législature. Celle-ci est acceptée, rendant le gouvernement démissionnaire. Chargé des « affaires courantes » jusqu'à la nomination d'un nouveau gouvernement, sa compétence est réduite à la gestion du fonctionnement des administrations et la prise en charge des urgences.
La nature d'un gouvernement démissionnaire étant sujette à controverse, une importante partie de la classe politique critique la décision du Président de la République. Cette dernière permet en effet aux membres du gouvernement de voter lors des premiers scrutins de la législature. Dans un communiqué, le Nouveau Front populaire met en garde le Président de la République contre « toute tentative de détournement des institutions », tandis que le sénateur Philippe Bas (LR) dénonce un « coup de canif à la tradition républicaine ».
Jusqu'à la nomination de Michel Barnier au poste de Premier ministre par Emmanuel Macron le 6 septembre 2024, le gouvernement Attal reste considéré comme démissionnaire, et bat un record de longévité de gouvernement sortant datant de 1953, sous la IVe République, et de la chute du gouvernement Mayer. Le gouvernement démissionnaire Attal gère ainsi les affaires courantes durant les Jeux olympiques de Paris, organisés du 26 juillet 2024 au 11 août 2024, et également pendant une grande partie des Jeux paralympiques, également organisés à Paris.
Michel Barnier présente la démission de son gouvernement le 5 décembre 2024 à la suite de l'adoption de la motion de censure du 4 décembre 2024.
Le 13 décembre 2024, François Bayrou est nommé  Premier ministre par Emmanuel Macron. Le 23 décembre 2024, après 10 jours d'attente, le gouvernement Bayrou est dévoilé depuis le palais de l'Élysée par Alexis Kohler.
| Premier ministre | Premier ministre | Premier ministre | Parti               | Dates (Durée) | Gouvernement | Composition                                                                | Composition |
| ---------------- | ---------------- | ---------------- | ------------------- | --- | ------------ | -------------------------------------------------------------------------- | ----------- |
|                  |                  | Gabriel Attal    | Renaissance         | 9 janvier 2024 – 16 juillet 2024 (6 mois et 7 jours) Démissionnaire jusqu'au 5 septembre 2024 (1 mois et 20 jours) | Attal        | EPR (RE - MoDem - HOR - PRV)                                               |             |
|                  |                  | Michel Barnier   | Les Républicains    | 5 septembre 2024 – 5 décembre 2024 (3 mois) Démissionnaire jusqu'au au 13 décembre 2024 (8 jours)                  | Barnier      | EPR (RE - MoDem - HOR - PRV - UDI) - LR (Soutenu par un « socle commun »,) |             |
|                  |                  | François Bayrou  | Mouvement démocrate | Depuis le 13 décembre 2024 (8 mois et 7 jours)                                                                     | Bayrou       | EPR (RE - MoDem - HOR - PRV - UDI) - LR (Soutenu par un « socle commun »,) |             |

## Composition de l'Assemblée nationale

### Élections législatives de 2024 et composition initiale

Répartition des sièges par nuance du ministère de l'Intérieur à l'issue des élections législatives de 2024 (à ne pas confondre avec la répartition par groupes parlementaires) :
Union de la gauche (178)
Ensemble pour la République (150)
Rassemblement national (125)
Les Républicains (39)
Divers droite (27)
Union de l'extrême droite (17)
Divers gauche (12)
Régionalistes (9)
Divers centre (6)
Horizons (hors Ensemble, 6)
Union des démocrates et indépendants (3)
Parti socialiste (hors Nouveau Front populaire, 2)
Divers (1)
Écologistes (1)
Extrême droite (1)

Les élections législatives de 2024 se déroulent de manière anticipée les 29 et 30 juin pour le premier tour et les 6 et 7 juillet 2024 pour le second tour. Le scrutin intervient trois ans avant la fin normale du mandat de la législature sortante à la suite de la dissolution de l'Assemblée nationale par Emmanuel Macron, en réaction à la lourde défaite de la coalition présidentielle Ensemble pour la République aux élections européennes des 8 et 9 juin 2024, où elle est devancée de près de 17 points par le Rassemblement national.
Sur 577 circonscriptions, 208 femmes sont élues, contre 215 en 2022, et 224 en 2017 (38,7 %). Si 2017 reste un record français, 2024 reste le troisième taux le plus haut dans l’histoire parlementaire française. Seules les candidatures Les Écologistes dépassent la majorité féminine avec 54 % d’élues à l’Assemblée, devant La France insoumise (43 %) et le Parti socialiste (42 %), alors que le Rassemblement national et ses alliés sont seulement à 23,5 % et le PCF à 22,2%.

### Modifications à la composition de l'Assemblée
Conformément au principe constitutionnel de séparation des pouvoirs, les députés nommés au gouvernement laissent leur siège à l'Assemblée à leur suppléant un mois après leur nomination ministérielle. De même, lorsqu'ils quittent leurs fonctions gouvernementales, ils retrouvent leur siège au palais Bourbon un mois plus tard.
| # | Député sortant         | Parti ou nuance | Parti ou nuance | Groupe   | Date de fin de mandat | Circonscription                        | Dates de la nouvelle élection | Député élu ou réélu     | Parti | Parti | Groupe | Raison                                                                           |
| - | ---------------------- | --------------- | --------------- | -------- | --------------------- | -------------------------------------- | ----------------------------- | ----------------------- | ----- | ----- | ------ | -------------------------------------------------------------------------------- |
| 1 | Flavien Termet         |                 | RN              | RN       | 5 oct. 2024           | 1re des Ardennes                       | 1er et 8 déc. 2024            | Lionel Vuibert          |       | SE    | NI     | Démission pour raisons de santé                                                  |
| 2 | Hugo Prevost           |                 | LFI             | NI       | 16 oct. 2024          | 1re de l'Isère                         | 12 et 19 janv. 2025           | Camille Galliard-Minier |       | RE    | EPR    | Démission après des accusations de violences sexuelles                           |
| 3 | Stéphane Séjourné      |                 | RE              | EPR      | 30 nov. 2024          | 9e des Hauts-de-Seine                  | 2 et 9 fév. 2025              | Élisabeth de Maistre    |       | LR    | DR     | Nomination à la Commission européenne                                            |
| 4 | Marie-Christine Dalloz |                 | LR              | DR       | 13 fév. 2025          | 2e du Jura                             | 30 mars et 6 avr. 2025        | Marie-Christine Dalloz  |       | LR    | DR     | Élection annulée suite à la présence d'un candidat sous curatelle au second tour |
| 5 | Arnaud Sanvert         |                 | RN              | RN       | 7 mars 2025           | 5e de Saône-et-Loire                   | 18 et 25 mai 2025             | Sébastien Martin        |       | NF    | DR     | Élection annulée suite à des irrégularités lors du premier tour                  |
| 6 | Jean Laussucq          |                 | RE              | EPR      | 11 juill. 2025        | 2e de Paris                            | 21 et 28 sept. 2025           |                         |       |       |        | Déclarés démissionnaires d'office par le Conseil constitutionnel,                |
| 7 | Stéphane Vojetta       |                 | DVC             | App. EPR | 11 juill. 2025        | 5e des Français établis hors de France | 28 sept. et 12 oct. 2025      |                         |       |       |        | Déclarés démissionnaires d'office par le Conseil constitutionnel,                |
| 8 | Brigitte Barèges       |                 | UDR             | UDR      | 11 juill. 2025        | 1re de Tarn-et-Garonne                 | 5 et 12 oct. 2025.            |                         |       |       |        | Déclarés démissionnaires d'office par le Conseil constitutionnel,                |

### Groupes parlementaires
Les déclarations politiques des groupes et les effectifs à l'ouverture de la législature sont publiées au Journal officiel le 19 juillet 2024.
Le 15 juillet, Clémentine Autain, Alexis Corbière, Hendrik Davi, François Ruffin et Danielle Simonnet, anciens députés LFI, annoncent rejoindre le groupe écologiste. Cela intervient après des tensions avec la direction de LFI et l'exclusion de députés « frondeurs ».
Sacha Houlié, membre du Groupe Renaissance lors de la précédente législature, annonce le 8 juillet vouloir former un nouveau groupe « social-démocrate » en se détachant de l'ancienne majorité. Le 17 juillet, faute de suffisamment de députés, il annonce sur France Inter qu'il est seul et qu'il siégera chez les non-inscrits. Il est rejoint par Stella Dupont, qui quitte également le groupe EPR le 2 octobre 2024  en dénonçant « l'emprise du RN sur le gouvernement ». Le 23 octobre 2024, ils annoncent créer un « collectif social-démocrate », auxquels 14 députés non-inscrits ou inscrits aux groupes LIOT, Dem ou EPR adhèrent,. Ils espèrent pouvoir regrouper des déçus du « socle commun » gouvernemental et des frondeurs du groupe socialiste.
| Groupe politique                    | Groupe politique                    | Groupe politique                                 | Députés                  | Députés                  | Députés | Président déclaré  | Positionnement déclaré |
| Groupe politique                    | Groupe politique                    | Groupe politique                                 | Membres                  | Apparentés               | Total   | Président déclaré  | Positionnement déclaré |
| ----------------------------------- | ----------------------------------- | ------------------------------------------------ | ------------------------ | ------------------------ | ------- | ------------------ | ---------------------- |
|                                     | RN                                  | Rassemblement national                           | 120                      | 3                        | 123     | Marine Le Pen      | Opposition             |
|                                     | EPR                                 | Ensemble pour la République                      | 80                       | 11                       | 91      | Gabriel Attal      | Groupe majoritaire     |
|                                     | LFI-NFP                             | La France insoumise - Nouveau Front populaire    | 70                       | 1                        | 71      | Mathilde Panot     | Opposition             |
|                                     | SOC                                 | Socialistes et apparentés                        | 62                       | 4                        | 66      | Boris Vallaud      | Opposition             |
|                                     | DR                                  | Droite républicaine                              | 41                       | 8                        | 49      | Laurent Wauquiez   | Groupe minoritaire     |
|                                     | EcoS                                | Écologiste et social                             | 38                       | 0                        | 38      | Cyrielle Chatelain | Opposition             |
|                                     | Dem                                 | Les Démocrates                                   | 35                       | 1                        | 36      | Marc Fesneau       | Groupe minoritaire     |
|                                     | HOR                                 | Horizons & Indépendants                          | 29                       | 5                        | 34      | Paul Christophe    | Groupe minoritaire     |
|                                     | LIOT                                | Libertés, indépendants, outre-mer et territoires | 23                       | 0                        | 23      | Laurent Panifous   | Opposition             |
|                                     | GDR                                 | Gauche démocrate et républicaine                 | 17                       | 0                        | 17      | Stéphane Peu       | Opposition             |
|                                     | UDR                                 | UDR                                              | 15                       | 0                        | 15      | Éric Ciotti        | Opposition             |
| Total de députés membres de groupes | Total de députés membres de groupes | Total de députés membres de groupes              | 530                      | 33                       | 563     |                    |                        |
|                                     | Députés non-inscrits                | Députés non-inscrits                             | Députés non-inscrits     | Députés non-inscrits     | 11      |                    |                        |
| Total des sièges pourvus            | Total des sièges pourvus            | Total des sièges pourvus                         | Total des sièges pourvus | Total des sièges pourvus | 574     |                    |                        |
| Sièges vacants                      | Sièges vacants                      | Sièges vacants                                   | Sièges vacants           | Sièges vacants           | 3       |                    |                        |
| Total des sièges                    | Total des sièges                    | Total des sièges                                 | Total des sièges         | Total des sièges         | 577     |                    |                        |

#### Historique de la composition des groupes
| Date                                                                                                | Groupe | Groupe  | Groupe | Groupe | Groupe | Groupe | Groupe | Groupe | Groupe | Groupe | Groupe | NI | Vacants |
| Date                                                                                                | GDR    | LFI-NFP | EcoS   | SOC    | LIOT   | Dem    | EPR    | HOR    | DR     | UDR    | RN     | NI | Vacants |
| --------------------------------------------------------------------------------------------------- | ------ | ------- | ------ | ------ | ------ | ------ | ------ | ------ | ------ | ------ | ------ | -- | ------- |
| Date                                                                                                |        |         |        |        |        |        |        |        |        |        |        | NI | Vacants |
| Ouverture d'une session de droit prévue par l'article 12 de la Constitution (18 juillet 2024)       |        |         |        |        |        |        |        |        |        |        |        |    |         |
| 18 juillet 2024                                                                                     | 17     | 72      | 38     | 66     | 21     | 36     | 99     | 31     | 47     | 16     | 126    | 8  | 0       |
| 29 juillet 2024                                                                                     | 17     | 72      | 38     | 66     | 22     | 36     | 99     | 31     | 47     | 16     | 126    | 7  | 0       |
| Clôture de la session de droit (2 août 2024)                                                        |        |         |        |        |        |        |        |        |        |        |        |    |         |
| Nomination de Michel Barnier au poste de premier ministre (5 septembre 2024)                        |        |         |        |        |        |        |        |        |        |        |        |    |         |
| 9 septembre 2024                                                                                    | 17     | 72      | 38     | 66     | 22     | 36     | 97     | 33     | 47     | 16     | 126    | 7  | 0       |
| 20 septembre 2024                                                                                   | 17     | 72      | 38     | 66     | 22     | 36     | 96     | 33     | 47     | 16     | 126    | 8  | 0       |
| Annonce de la composition du gouvernement Barnier (21 septembre 2024)                               |        |         |        |        |        |        |        |        |        |        |        |    |         |
| Ouverture de la session ordinaire de 2024-2025 (1er octobre 2024)                                   |        |         |        |        |        |        |        |        |        |        |        |    |         |
| 3 octobre 2024                                                                                      | 17     | 72      | 38     | 66     | 22     | 36     | 95     | 33     | 47     | 16     | 126    | 9  | 0       |
| 4 octobre 2024                                                                                      | 17     | 72      | 38     | 66     | 22     | 36     | 95     | 33     | 47     | 16     | 125    | 9  | 1       |
| Le groupe DR se retire de l'opposition et s'inscrit en tant que groupe minoritaire (8 octobre 2024) |        |         |        |        |        |        |        |        |        |        |        |    |         |
| 9 octobre 2024                                                                                      | 17     | 71      | 38     | 66     | 22     | 36     | 95     | 33     | 47     | 16     | 125    | 10 | 1       |
| 15 octobre 2024                                                                                     | 17     | 71      | 38     | 66     | 23     | 36     | 95     | 33     | 47     | 16     | 125    | 8  | 2       |
| 22 octobre 2024                                                                                     | 17     | 71      | 38     | 66     | 23     | 36     | 94     | 34     | 47     | 16     | 125    | 8  | 2       |
| 19 novembre 2024                                                                                    | 17     | 71      | 38     | 66     | 23     | 36     | 94     | 34     | 47     | 16     | 124    | 9  | 2       |
| 30 novembre 2024                                                                                    | 17     | 71      | 38     | 66     | 23     | 36     | 93     | 34     | 47     | 16     | 124    | 9  | 3       |
| Censure du gouvernement Barnier (4 décembre 2024)                                                   |        |         |        |        |        |        |        |        |        |        |        |    |         |
| 9 décembre 2024                                                                                     | 17     | 71      | 38     | 66     | 23     | 36     | 93     | 34     | 47     | 16     | 124    | 10 | 2       |
| Nomination de François Bayrou au poste de premier ministre (13 décembre 2024)                       |        |         |        |        |        |        |        |        |        |        |        |    |         |
| Annonce de la composition du gouvernement Bayrou (23 décembre 2024)                                 |        |         |        |        |        |        |        |        |        |        |        |    |         |
| 20 janvier 2025                                                                                     | 17     | 71      | 38     | 66     | 23     | 36     | 94     | 34     | 47     | 16     | 124    | 10 | 1       |
| 24 janvier 2025                                                                                     | 17     | 71      | 38     | 66     | 23     | 36     | 95     | 33     | 47     | 16     | 124    | 10 | 1       |
| 10 février 2025                                                                                     | 17     | 71      | 38     | 66     | 23     | 36     | 94     | 33     | 48     | 16     | 124    | 11 | 0       |
| 13 février 2025                                                                                     | 17     | 71      | 38     | 66     | 23     | 36     | 94     | 33     | 47     | 16     | 124    | 11 | 1       |
| 7 mars 2025                                                                                         | 17     | 71      | 38     | 66     | 23     | 36     | 94     | 33     | 47     | 16     | 123    | 11 | 2       |
| 7 avril 2025                                                                                        | 17     | 71      | 38     | 66     | 23     | 36     | 94     | 33     | 48     | 16     | 123    | 11 | 1       |
| 26 mai 2025                                                                                         | 17     | 71      | 38     | 66     | 23     | 36     | 94     | 33     | 49     | 16     | 123    | 11 | 0       |
| 13 juin 2025                                                                                        | 17     | 71      | 38     | 66     | 23     | 36     | 93     | 34     | 49     | 16     | 123    | 11 | 0       |
| Clôture de la session ordinaire de 2024-2025 (30 juin 2025)                                         |        |         |        |        |        |        |        |        |        |        |        |    |         |
| Ouverture de la session extraordinaire de 2025 (1er juillet 2025)                                   |        |         |        |        |        |        |        |        |        |        |        |    |         |
| 7 juillet 2025                                                                                      | 17     | 71      | 38     | 66     | 23     | 36     | 93     | 34     | 48     | 16     | 123    | 12 | 0       |
| Clôture de la session extraordinaire de 2025 (10 juillet 2025)                                      |        |         |        |        |        |        |        |        |        |        |        |    |         |
| 11 juillet 2025                                                                                     | 17     | 71      | 38     | 66     | 23     | 36     | 91     | 34     | 48     | 15     | 123    | 12 | 3       |
| 24 juillet 2025                                                                                     | 17     | 71      | 38     | 66     | 23     | 36     | 91     | 34     | 49     | 15     | 123    | 11 | 3       |

Répartition par ordre alphabétique au 18 juillet 2024
Répartition par groupe à l'ouverture de la première session ordinaire le 1er octobre 2024

#### Présidence des groupes
Avant l'inauguration de la législature, les groupes en cours de formation ou de recomposition se réunissent pour nommer ou élire leurs présidents. Déjà le 9 juillet 2024, quelques groupes se réunissent :
- Mathilde Panot est réélue présidente du groupe LFI-NFP[46].
- Laurent Marcangeli est réélu président du groupe Horizons à l'unanimité. Le groupe est renommé Horizons et indépendants[47].
- Éric Ciotti annonce la création de son groupe de 17 députés, pour lequel il sera président[48].

Il en va de même le lendemain, le mercredi 10 juillet 2024 :
- Marine Le Pen est réélue présidente du groupe RN[49].
- Boris Vallaud est réélu président du groupe socialiste, à l'unanimité[50].
- En l'absence d'autre candidat, Laurent Wauquiez est élu président du groupe LR, qui s'appellera « La Droite Républicaine »[51].
- Marc Fesneau, ministre de l'agriculture, est élu président du groupe MoDem face à Jean-Paul Mattei qui présidait le groupe lors de la précédente législature[52].

| Candidat         | Candidat                          | Circonscription          | 1er tour | 1er tour |
| Candidat         | Candidat                          | Circonscription          | Voix     | %        |
| ---------------- | --------------------------------- | ------------------------ | -------- | -------- |
|                  | Marc Fesneau                      | Première de Loir-et-Cher | 20       | 58,82    |
| Jean-Paul Mattei | Deuxième des Pyrénées-Atlantiques | 14                       | 41,18    |          |

Dans les jours suivants, d'autres groupes se réunissent pour nommer leurs présidents :
- Le 13 juillet 2024, en l'absence d'autre candidat, Gabriel Attal est élu président du groupe Renaissance[53]. Le 15 juillet, le groupe se renomme « Ensemble pour la République » en référence au nom de la coalition présentes lors des derniers scrutins depuis 2022[54].
- André Chassaigne est réélu président du groupe Gauche démocrate et républicaine le 15 juillet 2024[55]
- Le 15 juillet 2024, Stéphane Lenormand est élu président du groupe LIOT[56]. Il remplace Bertrand Pancher, qui n'a pas été réélu député[57]
- Cyrielle Chatelain, est réélue présidente du groupe écologiste le 16 juillet 2024, qui se renomme «Écologiste et Social»[58].
- À la suite de la nomination au gouvernement Bayrou de Laurent Marcangeli, un vote est organisé le 21 janvier 2025 au sein du groupe Horizon pour décider de qui succédera au poste. Le député Paul Christophe sort vainqueur de ce vote face à l'ancienne ministre de la Santé et de la Prévention Agnès Firmin-Le Bodo[59].

| Candidat             | Candidat                      | Circonscription     | 1er tour | 1er tour |
| Candidat             | Candidat                      | Circonscription     | Voix     | %        |
| -------------------- | ----------------------------- | ------------------- | -------- | -------- |
|                      | Paul Christophe               | Quatorzième du Nord | 19       | 67,86    |
| Agnès Firmin-Le Bodo | Septième de la Seine-Maritime | 9                   | 32,14    |          |

- Le 28 février 2025 Laurent Panifous remplace Stéphane Lenormand à la tête du groupe LIOT[60].
- Le 30 janvier 2025 André Chassaigne annonce lors de ses vœux vouloir quitter l'Assemblée dont il est membre depuis 2002[61]. Le 14 mars 2025 il est élu adjoint au maire de Saint-Amant-Roche-Savine et dispose de 30 jours pour quitter l'Assemblée dû à la loi sur le cumul des mandats. Stéphane Peu le remplace à la tête du groupe GDR le 31 mars 2025[62].

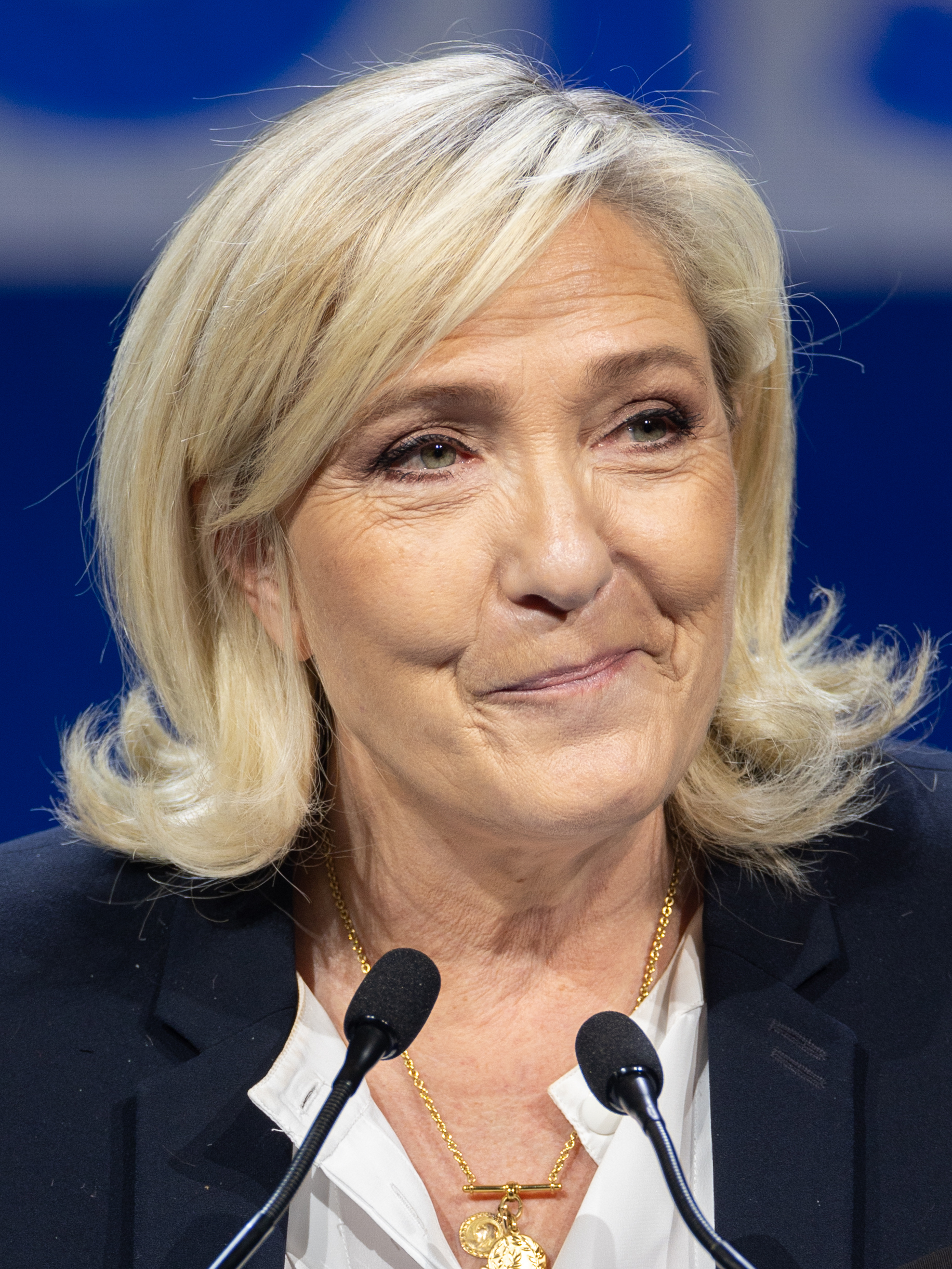
Marine Le Pen, présidente du groupe Rassemblement national
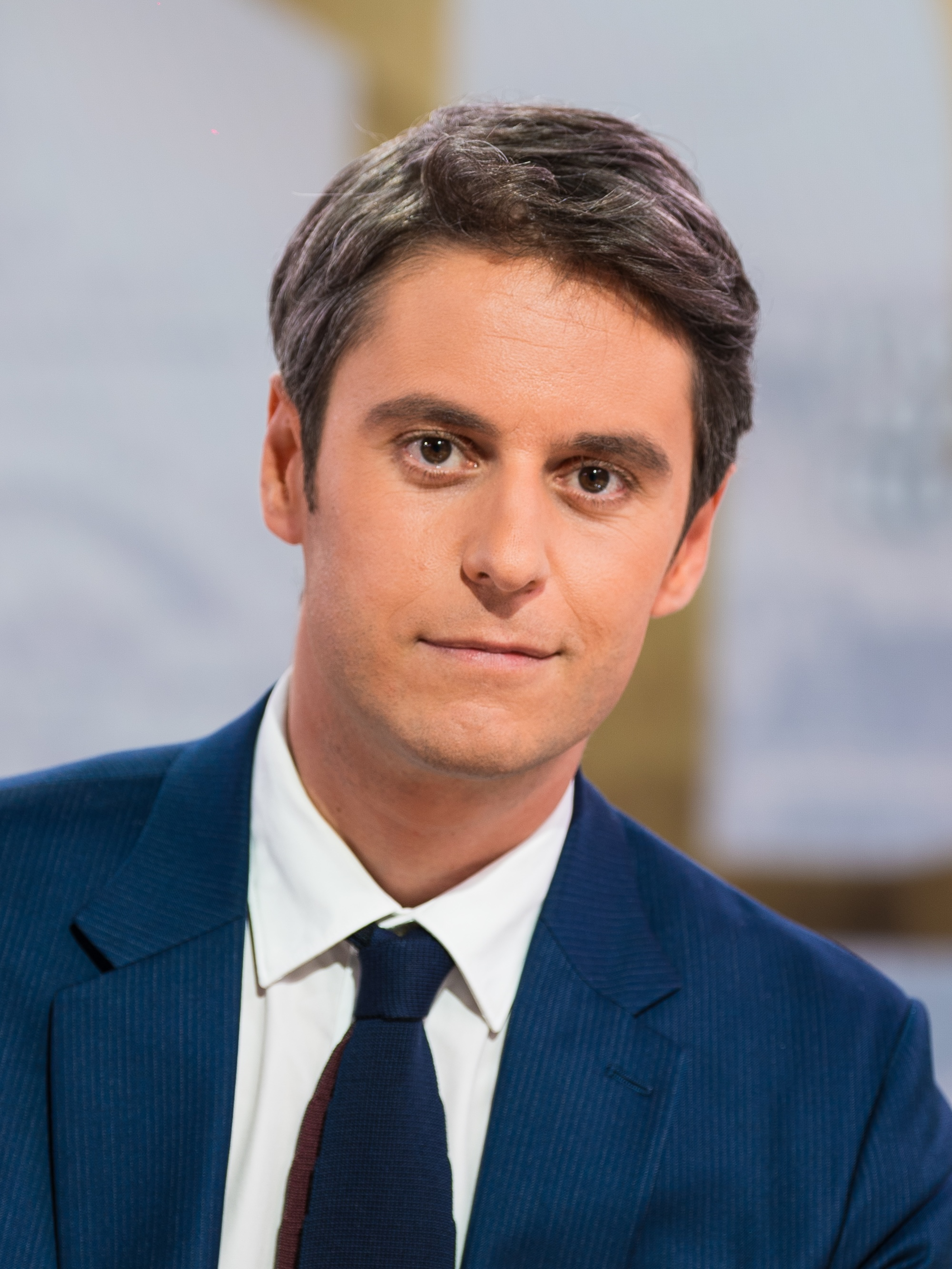
Gabriel Attal, président du groupe Ensemble pour la République
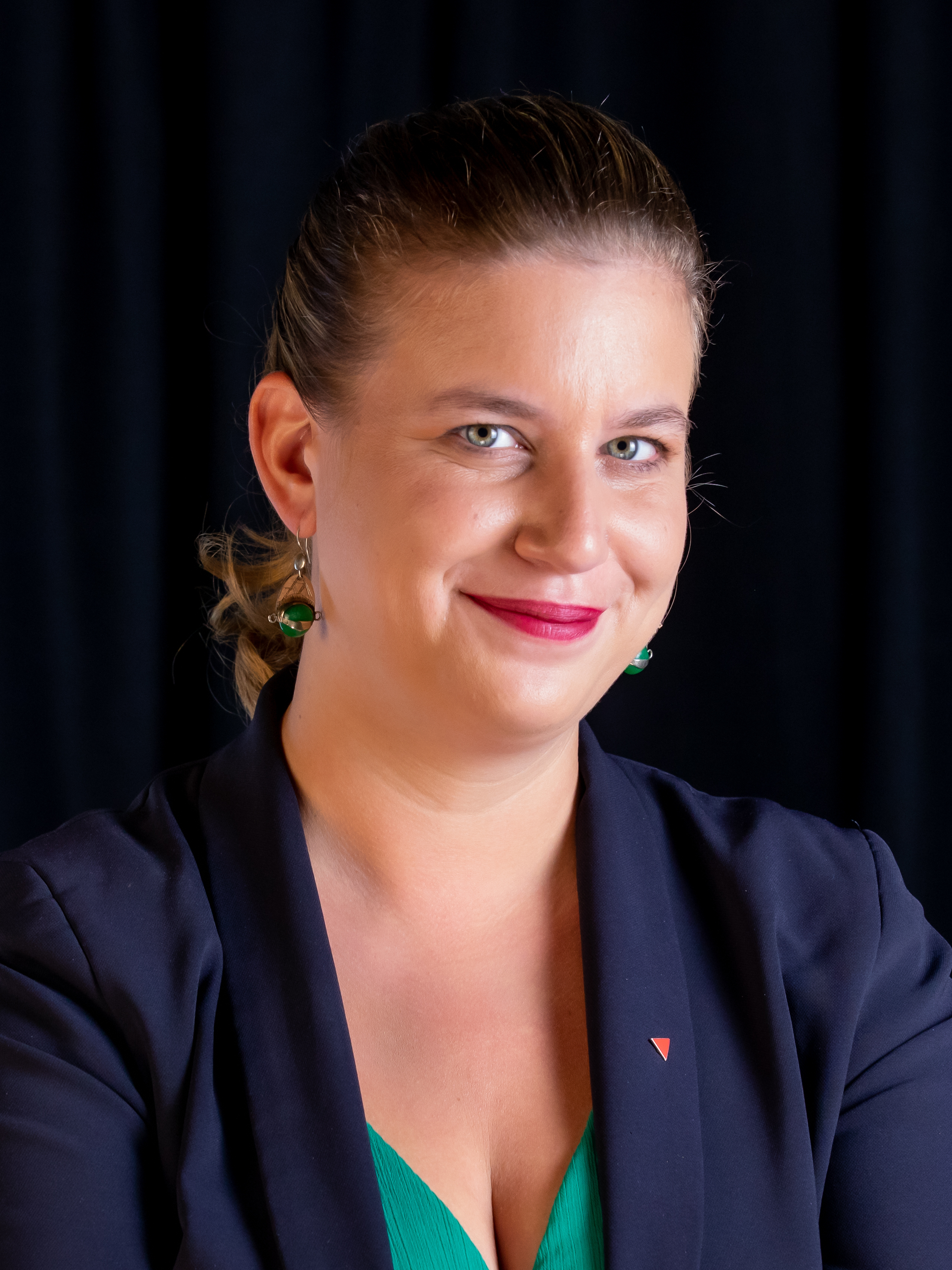
Mathilde Panot, présidente du groupe La France insoumise
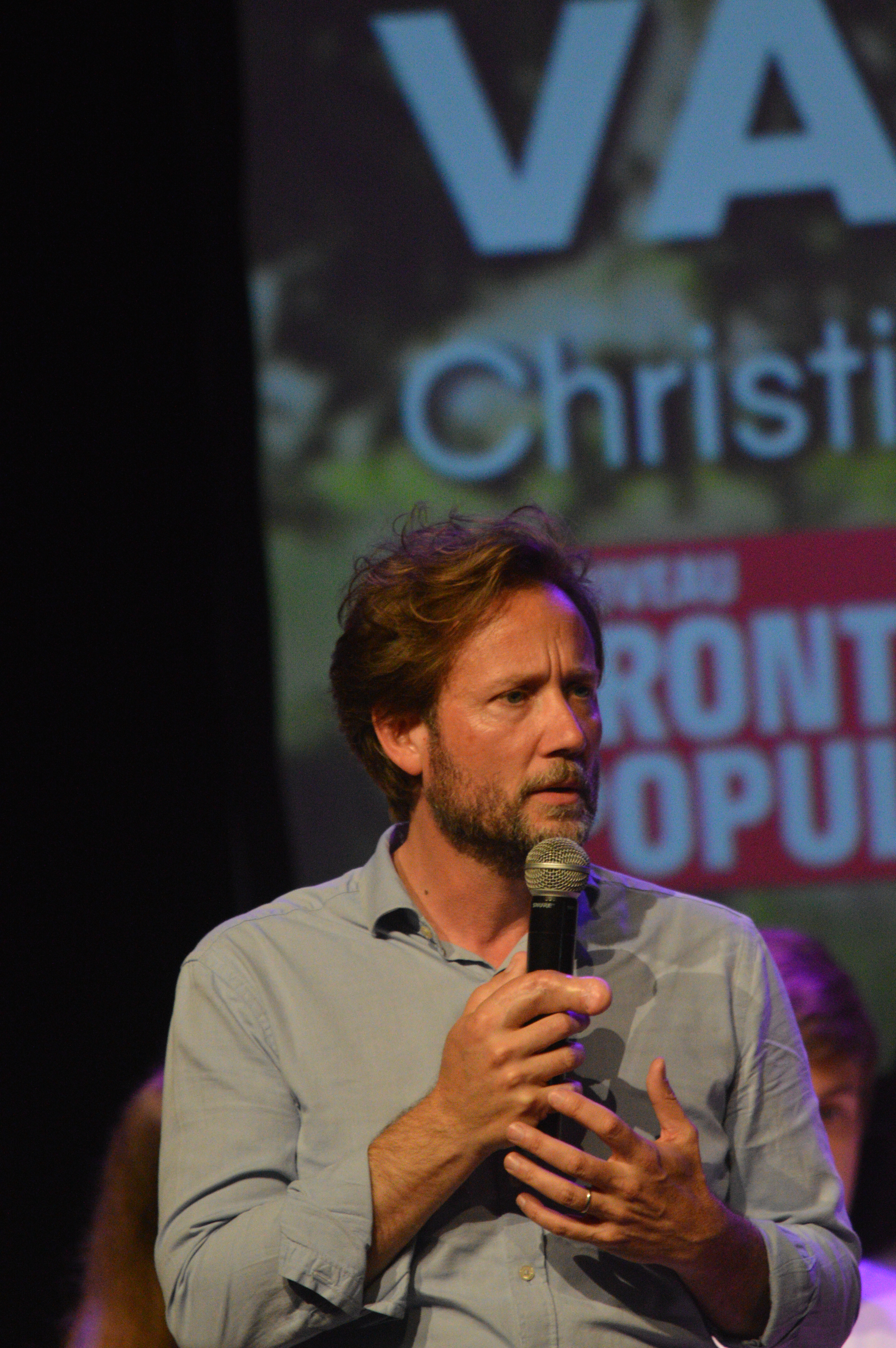
Boris Vallaud, président du groupe Socialistes et apparentés
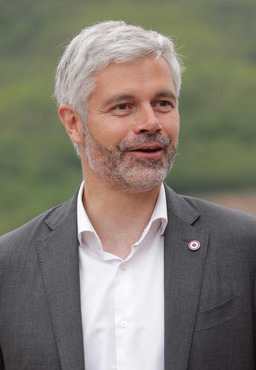
Laurent Wauquiez, président du groupe Droite républicaine
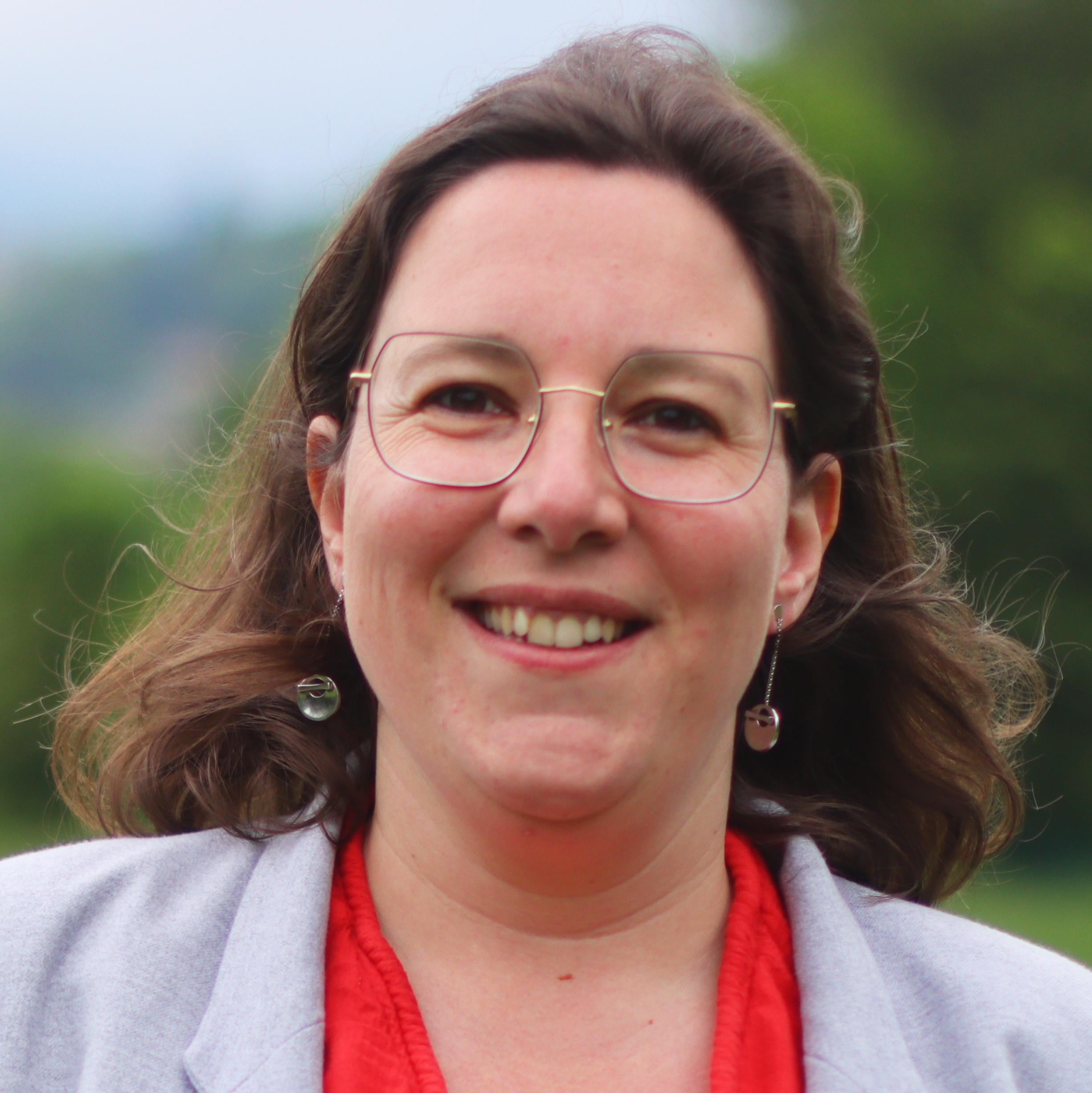
Cyrielle Chatelain, présidente du groupe Écologiste et social
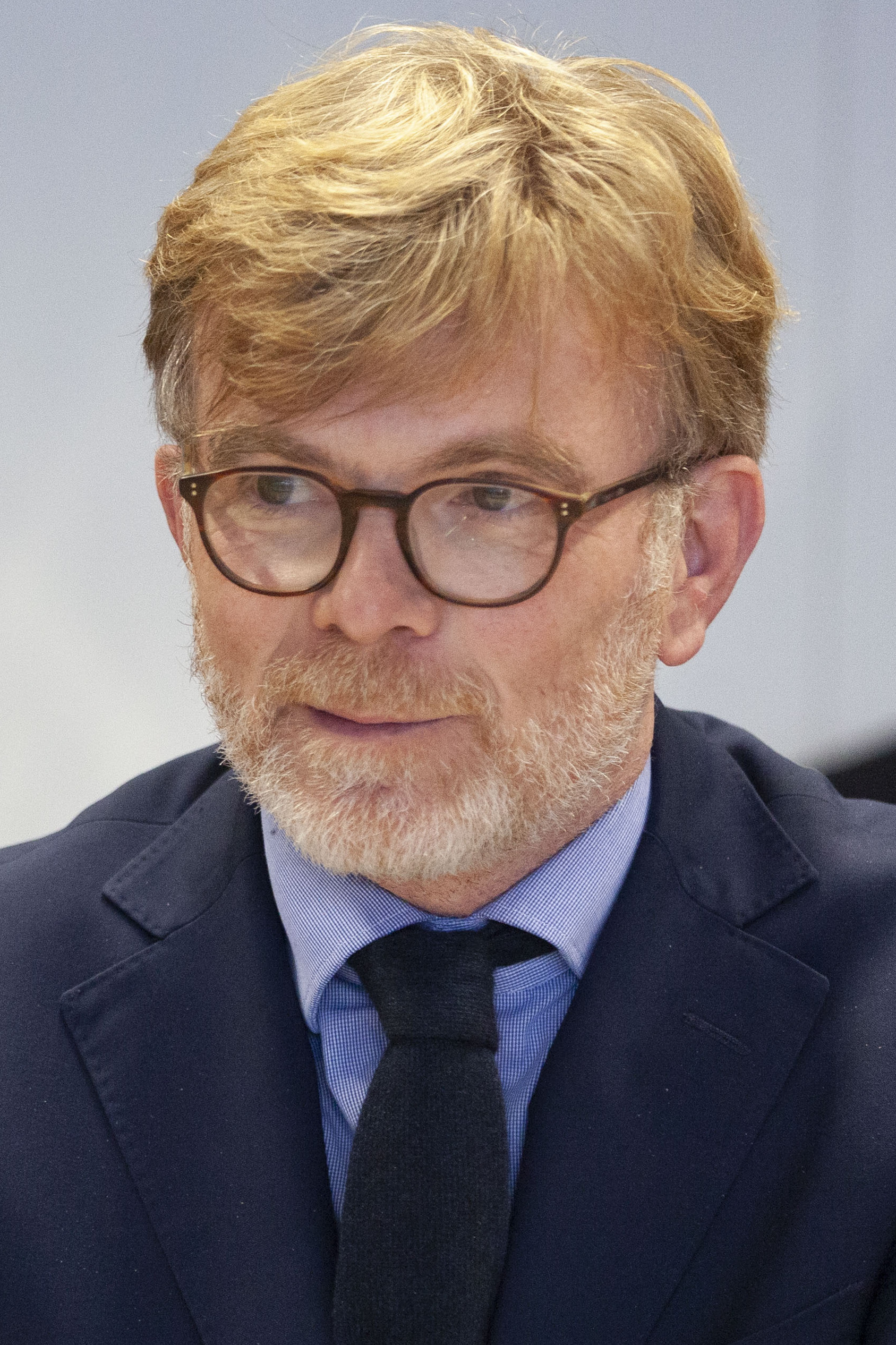
Marc Fesneau, président du groupe Les Démocrates
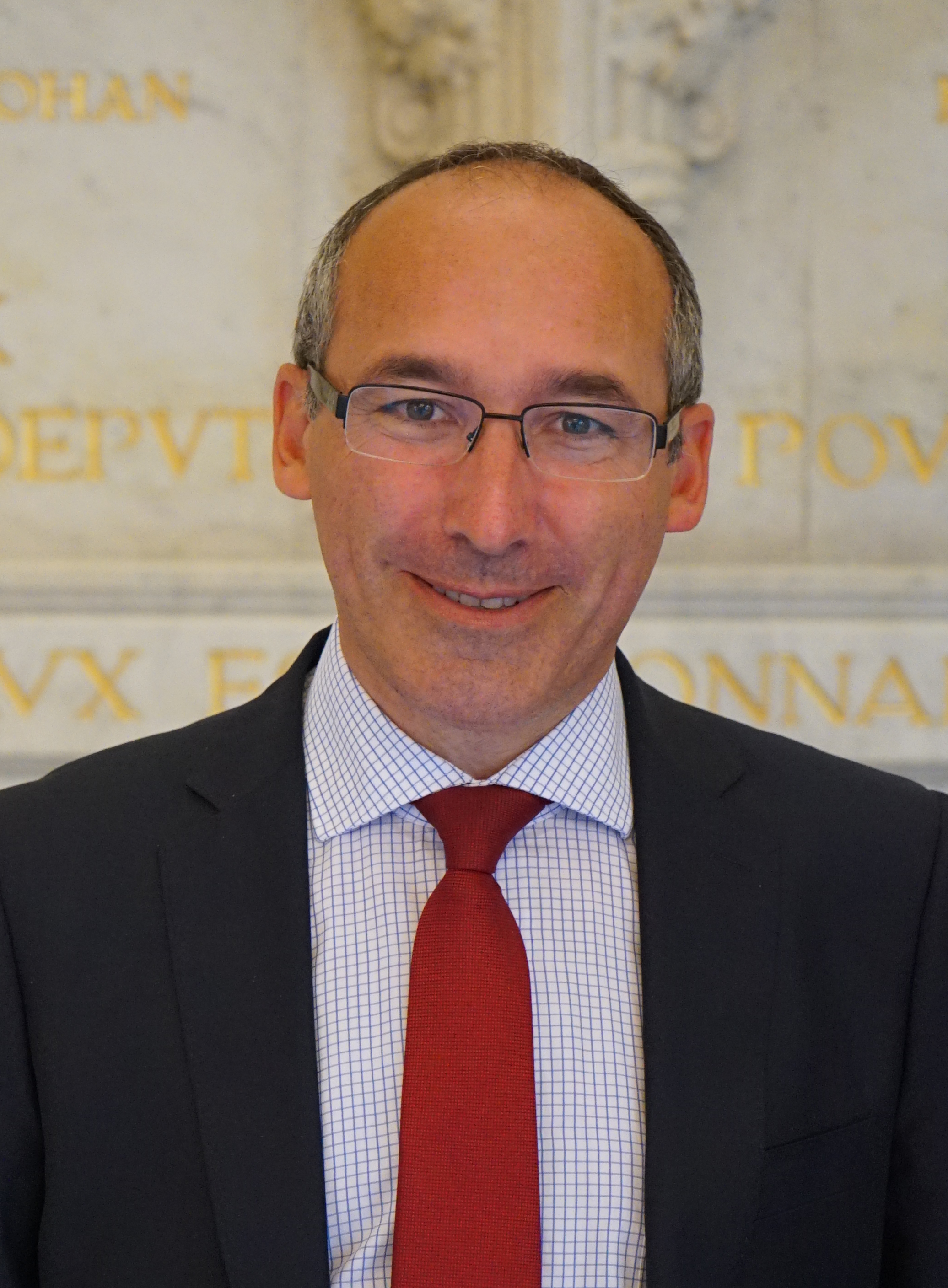
Paul Christophe président du groupe Horizons
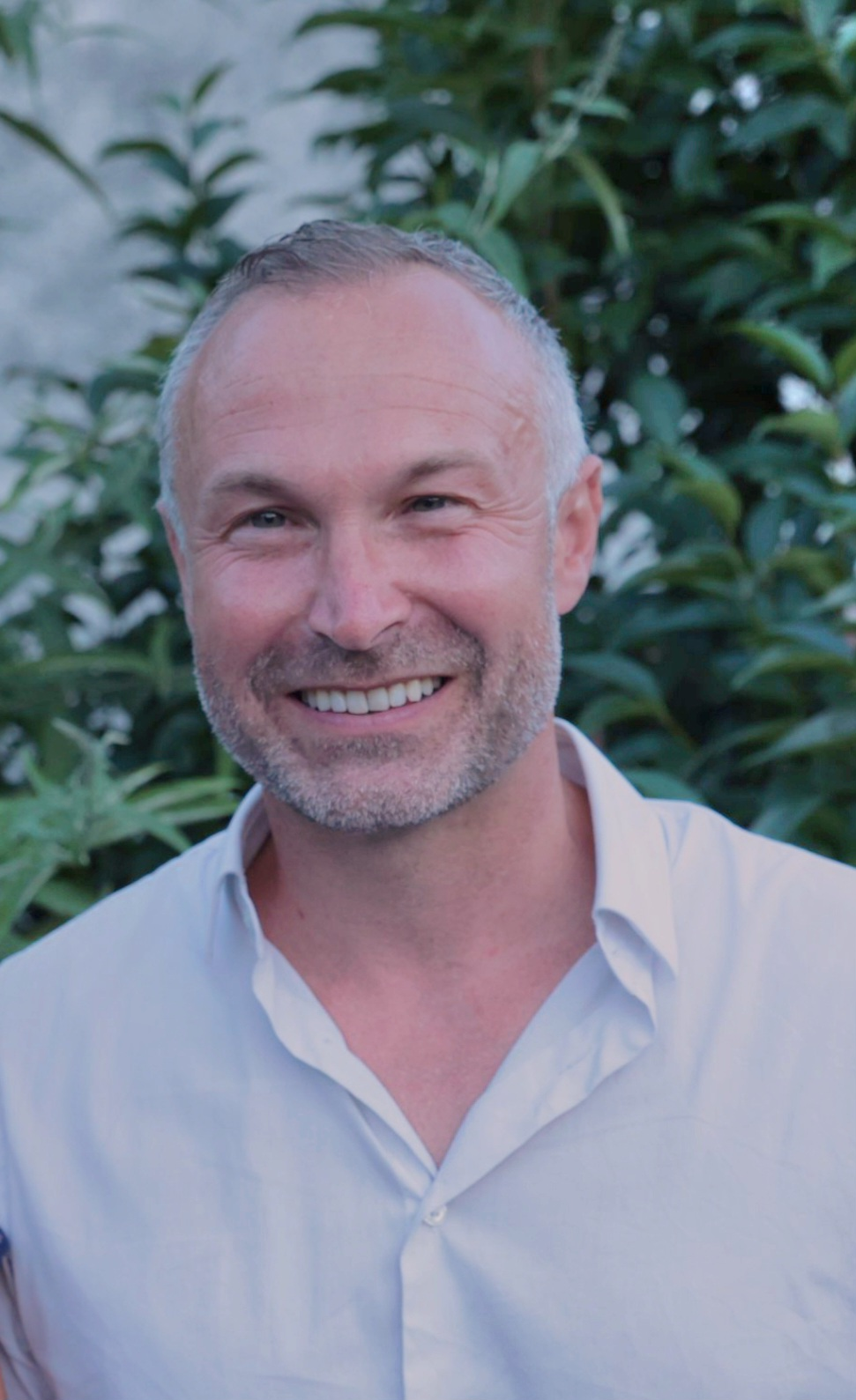
Laurent Panifous, président du groupe Libertés, indépendants, outre-mer et territoires
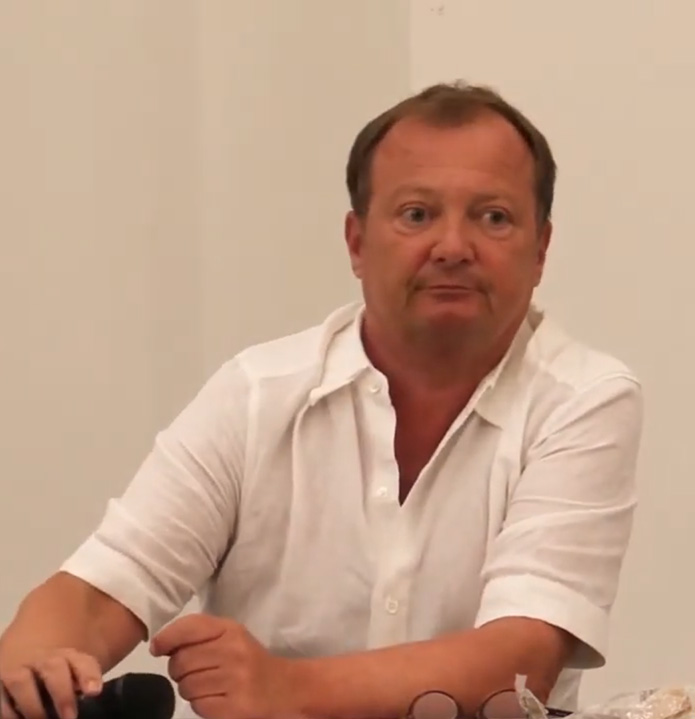
Stéphane Peu, président du groupe Gauche démocrate et républicaine
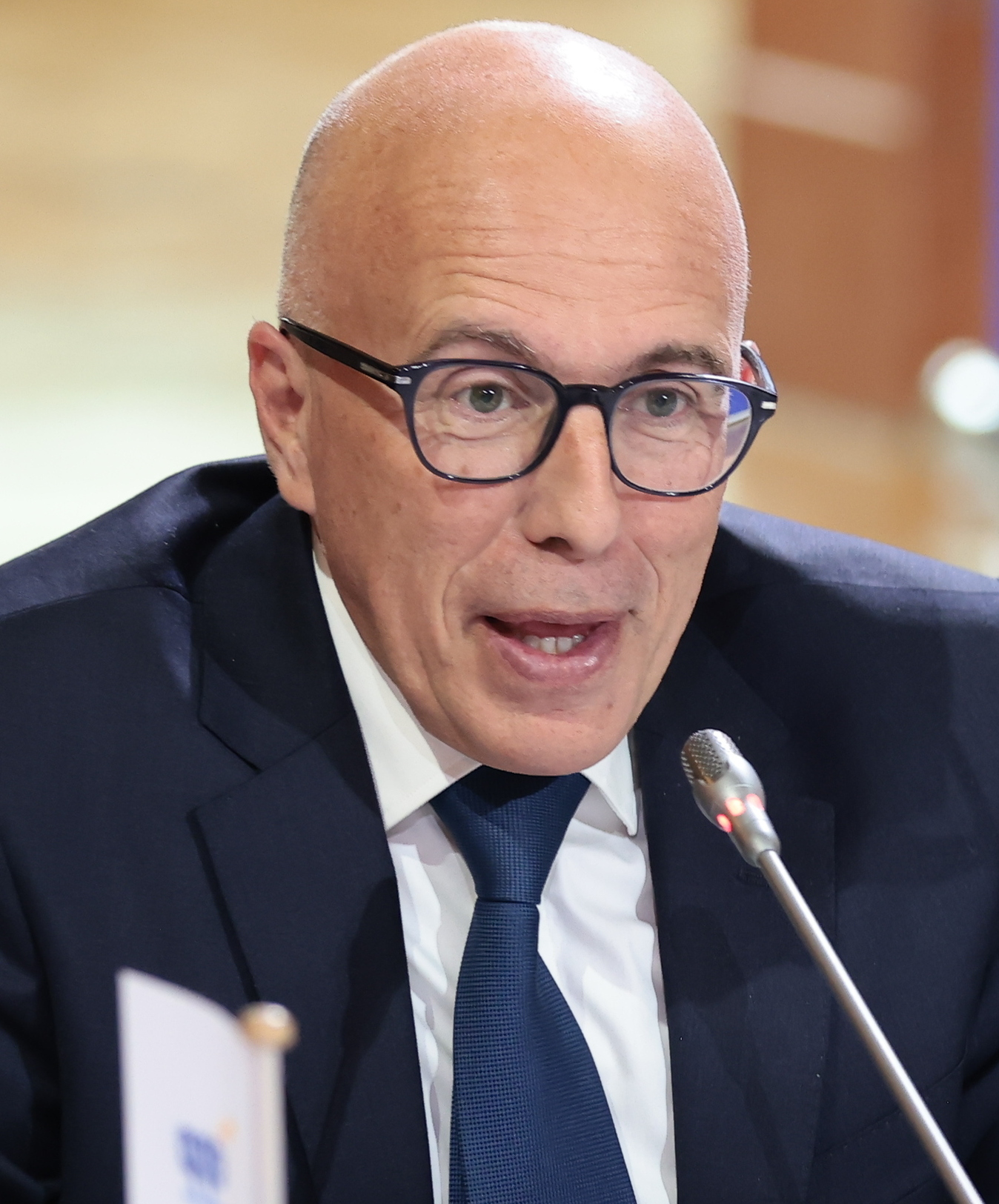
Éric Ciotti, président du groupe UDR

| - André Chassaigne, président du groupe Gauche démocrate et républicaine entre le 15 juillet 2024 et le 31 mars 2025 (8 mois et 16 jours) - Stéphane Lenormand, président du groupe Libertés, indépendants, outre-mer et territoires entre le 15 juillet 2024 et le 28 février 2025 (7 mois et 13 jours - Laurent Marcangeli, président du groupe Horizons et indépendants entre le 9 juillet 2024 et le 21 janvier 2025 (6 mois et 12 jours) |

#### Positionnement des groupes
À l'ouverture de la législature, aucun changement de positionnement politique des groupes n'est constaté, en l'absence de changement de gouvernement. Le groupe Rassemblement national, pourtant le premier en termes de nombre de députés, reste dans l'opposition. Son allié des dernières élections législatives, le groupe À droite, se déclare également de l'opposition. Les groupes de gauche LFI-NFP, SOC, EcoS et GDR, pourtant issus d'un Nouveau Front populaire arrivé en tête en termes de députés élus aux élections législatives de 2024, restent dans l'opposition. Le groupe de la Droite républicaine se déclare également de l'opposition. Les groupes de l'ancienne majorité, pourtant devenus minoritaires, mais toujours représentés par le gouvernement Attal démissionnaire, se sont de nouveau déclarés « majoritaires » :
- Le groupe Ensemble pour la République, anciennement Renaissance, reste le groupe majoritaire
- Les groupes Horizons et Démocrates restent des groupes minoritaires

Après la nomination de Michel Barnier au poste de premier ministre, le groupe Droite républicaine change sa déclaration de groupe pour devenir un groupe minoritaire le 9 octobre.

## Organisation de l'Assemblée nationale

### Président de l'Assemblée nationale

#### Élection pour la présidence de l'Assemblée nationale
Pour être élu président de l'Assemblée nationale, le candidat doit réunir la majorité absolue des suffrages exprimés au premier ou au second tour ou bien la majorité relative au troisième tour du scrutin.
La candidature groupée du Nouveau Front populaire, autour d'André Chassaigne, réunit le plus de voix à l'issue du premier tour de scrutin (200 voix), devant la candidature de Yaël Braun-Pivet pour les groupes EPR et démocrate (124 voix), celle de Sébastien Chenu pour le groupe RN (142 voix), ainsi que celles de Philippe Juvin, Naïma Moutchou et Charles de Courson. Les retraits de Philippe Juvin et de Naïma Moutchou au profit de Yaël Braun-Pivet lui permettent de dépasser d'une courte tête la candidature d'André Chassaigne au second tour. Finalement, en l'absence de majorité absolue et avec le retrait au troisième tour de Charles de Courson, Yaël Braun-Pivet est réélue à la présidence de l'Assemblée nationale à la majorité relative (220 voix contre 207 et 141 voix). La gauche dénonce dans la foulée le résultat du scrutin. André Chassaigne dénonce notamment « un vote qui a été volé par une alliance contre-nature », tandis que le RN dépose le 1er août 2024 une requête au Conseil constitutionnel pour tenter de faire annuler le vote, au lendemain d'une requête similaire déposée par Mathilde Panot pour le groupe LFI-NFP.
| Candidat           | Circonscription       | Groupe      | Groupe      | 1er tour | 1er tour | 2e tour | 2e tour | 3e tour | 3e tour | Situation                                |
| Candidat           | Circonscription       | Groupe      | Groupe      | Voix     | %        | Voix    | %       | Voix    | %       | Situation                                |
| ------------------ | --------------------- | ----------- | ----------- | -------- | -------- | ------- | ------- | ------- | ------- | ---------------------------------------- |
| André Chassaigne   | 5e du Puy-de-Dôme     |             | GDR         | 200      | 35,09    | 202     | 35,50   | 207     | 36,38   | Battu                                    |
| Yaël Braun-Pivet   | 5e des Yvelines       |             | EPR         | 124      | 21,75    | 210     | 36,91   | 220     | 38,66   | Réélue au 3e tour à la majorité relative |
| Sébastien Chenu    | 19e du Nord           |             | RN          | 142      | 24,91    | 143     | 25,13   | 141     | 24,78   | Battu                                    |
| Philippe Juvin     | 3e des Hauts-de-Seine |             | DR          | 48       | 8,42     | Retrait | Retrait | Retrait | Retrait |                                          |
| Naïma Moutchou     | 4e du Val-d'Oise      |             | HOR         | 38       | 6,67     | Retrait | Retrait | Retrait | Retrait |                                          |
| Charles de Courson | 5e de la Marne        |             | LIOT        | 18       | 3,16     | 12      | 2,11    | Retrait | Retrait |                                          |
| Autres             | /                     |             | /           | 0        | 0,00     | 2       | 0,35    | 1       | 0,18    |                                          |
|                    |                       |             |             |          |          |         |         |         |         |                                          |
| Votants            | Votants               | Votants     | Votants     | 574      | 100      | 574     | 100     | 572     | 100     |                                          |
| Exprimés           | Exprimés              | Exprimés    | Exprimés    | 570      | 99,30    | 569     | 99,13   | 569     | 99,48   |                                          |
| Blancs/nuls        | Blancs/nuls           | Blancs/nuls | Blancs/nuls | 4        | 0,70     | 5       | 0,87    | 3       | 0,52    |                                          |

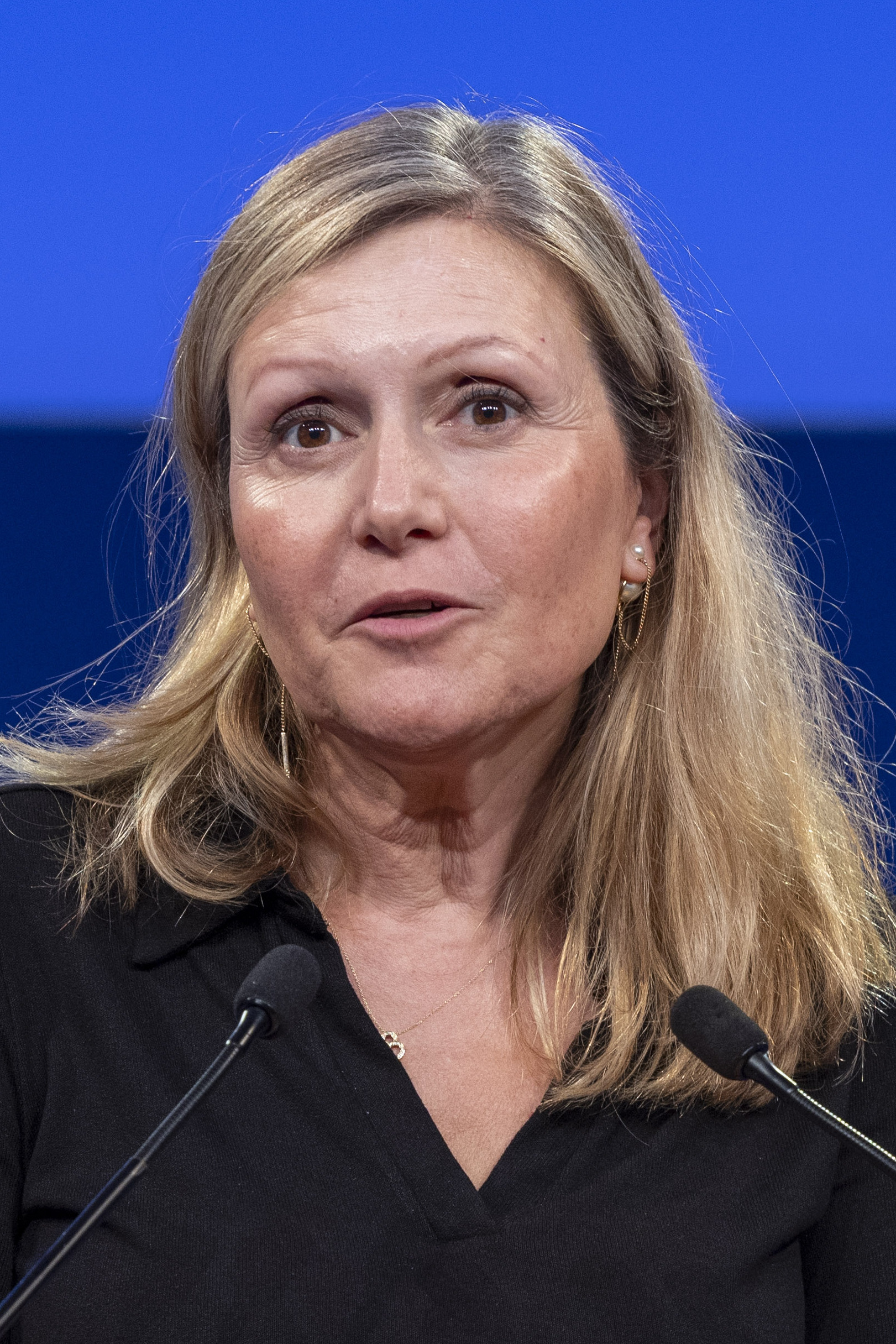
Yaël Braun-Pivet, présidente depuis le 18 juillet 2024

### Bureau de l'Assemblée nationale

#### Composition du Bureau
Le Bureau de l'Assemblée nationale est composé du président de l'Assemblée, des 6 vice-présidents, des 3 questeurs ainsi que des 12 secrétaires. A l'issue des différentes élections, au 19 juillet 2024, le NFP obtient la majorité avec 12 des 22 postes, le RN n'obtient aucun poste. Cette majorité s'accroît à 13 sièges sur 22 après le départ d'Annie Genevard et son remplacement par Jérémie Iordanoff.
| Fonction        | Titulaire | Titulaire              | Circonscription                         | Groupe  |
| --------------- | --------- | ---------------------- | --------------------------------------- | ------- |
| Présidente      |           | Yaël Braun-Pivet       | 5e des Yvelines                         | EPR     |
|                 |           |                        |                                         |         |
| Vice-présidents |           | Clémence Guetté        | 4e du Val-de-Marne                      | LFI-NFP |
| Vice-présidents |           | Naïma Moutchou         | 4e du Val-d'Oise                        | HOR     |
| Vice-présidents |           | Nadège Abomangoli      | 10e de la Seine-Saint-Denis             | LFI-NFP |
| Vice-présidents |           | Xavier Breton          | 1re de l'Ain                            | DR      |
| Vice-présidents |           | Roland Lescure         | 1re des Français établis hors de France | EPR     |
| Vice-présidents |           | Jérémie Iordanoff      | 5e de l'Isère                           | EcoS    |
|                 |           |                        |                                         |         |
| Questeurs       |           | Christine Pirès-Beaune | 2e du Puy-de-Dôme                       | SOC     |
| Questeurs       |           | Brigitte Klinkert      | 1re du Haut-Rhin                        | EPR     |
| Questeurs       |           | Michèle Tabarot        | 9e des Alpes-Maritimes                  | DR      |
|                 |           |                        |                                         |         |
| Secrétaires     |           | Stéphane Peu           | 2e de la Seine-Saint-Denis              | GDR     |
| Secrétaires     |           | Sébastien Peytavie     | 4e de Dordogne                          | EcoS    |
| Secrétaires     |           | Laurent Panifous       | 2e de l'Ariège                          | LIOT    |
| Secrétaires     |           | Christophe Naegelen    | 3e des Vosges                           | LIOT    |
| Secrétaires     |           | Iñaki Echaniz          | 4e des Pyrénées-Atlantiques             | SOC     |
| Secrétaires     |           | Sabrina Sebaihi        | 4e des Hauts-de-Seine                   | EcoS    |
| Secrétaires     |           | Éva Sas                | 8e de Paris                             | EcoS    |
| Secrétaires     |           | Gabriel Amard          | 6e du Rhône                             | LFI-NFP |
| Secrétaires     |           | Mereana Reid Arbelot   | 3e de la Polynésie française            | GDR     |
| Secrétaires     |           | Sophie Pantel          | Lozère                                  | SOC     |
| Secrétaires     |           | Farida Amrani          | 1re de l'Essonne                        | LFI-NFP |
| Secrétaires     |           | Lise Magnier           | 4e de la Marne                          | HOR     |

| Fonction        | Titulaire | Titulaire      | Circonscription | Groupe | Dates                             | Raison                              |
| --------------- | --------- | -------------- | --------------- | ------ | --------------------------------- | ----------------------------------- |
| Vice-présidente |           | Annie Genevard | 5e du Doubs     | DR     | 19 juillet 2024 – 21 octobre 2024 | Nomination au gouvernement Barnier. |

Composition du Bureau au 19 juillet 2024
Composition du Bureau au 22 octobre 2024

#### Élections des membres du Bureau

##### Installation du Bureau du 19 juillet 2024
Le Bureau de l'Assemblée nationale est renouvelé, à la suite de l'élection de la présidente de l'Assemblée nationale, par ses pairs. Il y a lieu d'installer un nouveau Bureau, la Présidence de la séance publique est assurée par la Présidente de l'Assemblée nationale. La séance s'est tenue le 19 juillet, lendemain de l'élection de la Présidente, et fut ouverte à 15 heures.
Réunis sous la présidence de Yaël Braun-Pivet, les présidents et présidentes de groupes ont échoué à se répartir les postes, rendant nécessaire l'organisation d'un scrutin. Lors des deux premiers tours, doivent être élus, dans l'ordre des suffrages, ceux ayant obtenu la majorité des suffrages exprimés. Au troisième tour, seule la majorité relative suffit, le plus âgé étant nommé en cas d'égalité. A chaque tour, les députés peuvent voter pour autant de postes qu'il en reste à pourvoir.
Pour les six postes de vice-présidents, huit candidatures sont présentées. Le groupe Rassemblement national propose les vice-présidents sortants Sébastien Chenu et Hélène Laporte, les groupes de gauche se rangent derrière les candidatures insoumises de Nadège Abomangoli et Clémence Guetté, tandis qu'Ensemble et leurs alliés proposent les candidatures du ministre démissionnaire Roland Lescure (EPR) et de Naïma Moutchou (HOR), ayant également été vice-présidente de l'Assemblée nationale sous l'ancienne législature. Le groupe de la Droite républicaine propose les candidats Annie Genevard et Xavier Breton.
Les scrutateurs titulaires tirés au sort pour ce scrutin sont les députés Didier Le Gac (EPR), Philippe Schreck (RN), Mikaele Seo (EPR), Alexandra Masson (RN), Michel Lauzzana (EPR) et Alexandra Martin (DR), tandis que les deux suppléants sont les députés Jiovanny William (SOC) et Antoine Vermorel-Marques (DR).
Le premier tour est annulé, après que 10 enveloppes en trop ont été trouvées dans l'urne. La présidente du groupe La France insoumise dénonce l'absence de scrutateurs titulaires issus du Nouveau Front populaire après l'annulation du vote tandis que plusieurs députés dénoncent un "bourrage d'urnes". Le groupe Rassemblement national reconnaît quant à lui une erreur dans les bulletins de votes imprimés qu'il a proposé à ses députés : le nom de Thierry Breton, commissaire européen, s'était glissé à la place de Xavier Breton, député de la Droite républicaine que la direction du groupe RN soutenait au premier tour.
| Candidat          | Circonscription                         | Groupe         | Groupe         | 1er tour | 1er tour | 2e tour          | 2e tour          | Situation        |
| Candidat          | Circonscription                         | Groupe         | Groupe         | Voix     | %        | Voix             | %                | Situation        |
| ----------------- | --------------------------------------- | -------------- | -------------- | -------- | -------- | ---------------- | ---------------- | ---------------- |
| Naïma Moutchou    | 4e du Val-d'Oise                        |                | HOR            | 338      | 60,57    | Élus au 1er tour | Élus au 1er tour | Élus au 1er tour |
| Clémence Guetté   | 4e du Val-de-Marne                      |                | LFI-NFP        | 337      | 60,40    | Élus au 1er tour | Élus au 1er tour | Élus au 1er tour |
| Nadège Abomangoli | 10e de la Seine-Saint-Denis             |                | LFI-NFP        | 327      | 59,78    | Élus au 1er tour | Élus au 1er tour | Élus au 1er tour |
| Xavier Breton     | 1re de l'Ain                            |                | DR             | 325      | 58,24    | Élus au 1er tour | Élus au 1er tour | Élus au 1er tour |
| Roland Lescure    | 1re des Français établis hors de France |                | EPR            | 204      | 36,56    | 273              | 63,49            | Élus au 2e tour  |
| Annie Genevard    | 5e du Doubs                             |                | DR             | 204      | 36,56    | 257              | 59,77            | Élus au 2e tour  |
| Sébastien Chenu   | 19e du Nord                             |                | RN             | 171      | 30,64    | 162              | 37,67            |                  |
| Hélène Laporte    | 2e de Lot-et-Garonne                    |                | RN             | 157      | 28,14    | 148              | 36,51            |                  |
| Autres            | /                                       |                | /              | 3        | 0,54     | 2                | 0,47             |                  |
|                   |                                         |                |                |          |          |                  |                  |                  |
| Votants           | Votants                                 | Votants        | Votants        | 558      | 100,00   | 467              | 100,00           |                  |
| Blancs et nuls    | Blancs et nuls                          | Blancs et nuls | Blancs et nuls | 11       | 1,97     | 37               | 7,92             |                  |
| Exprimés          | Exprimés                                | Exprimés       | Exprimés       | 547      | 98,03    | 430              | 92,08            |                  |

Naïma Moutchou, vice-présidente depuis le 19 juillet 2024
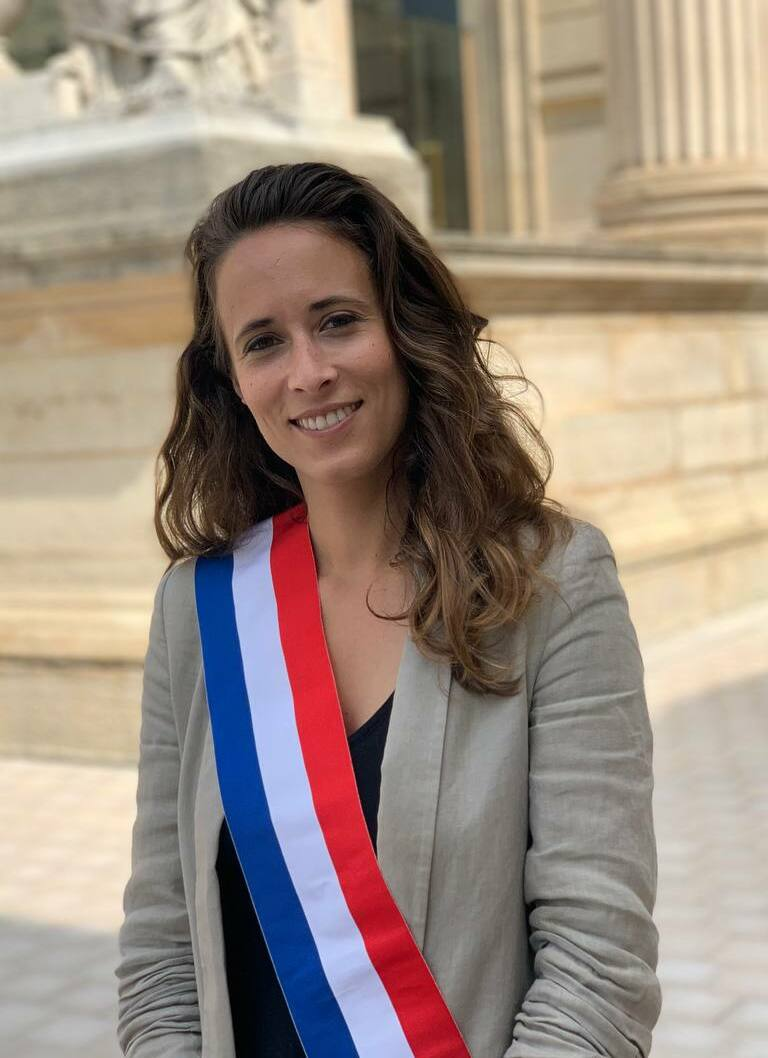
Clémence Guetté, vice-présidente depuis le 19 juillet 2024
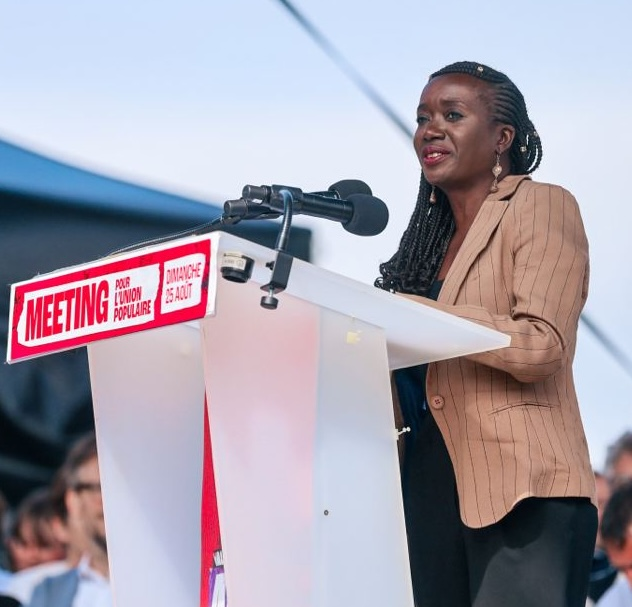
Nadège Abomangoli, vice-présidente depuis le 19 juillet 2024
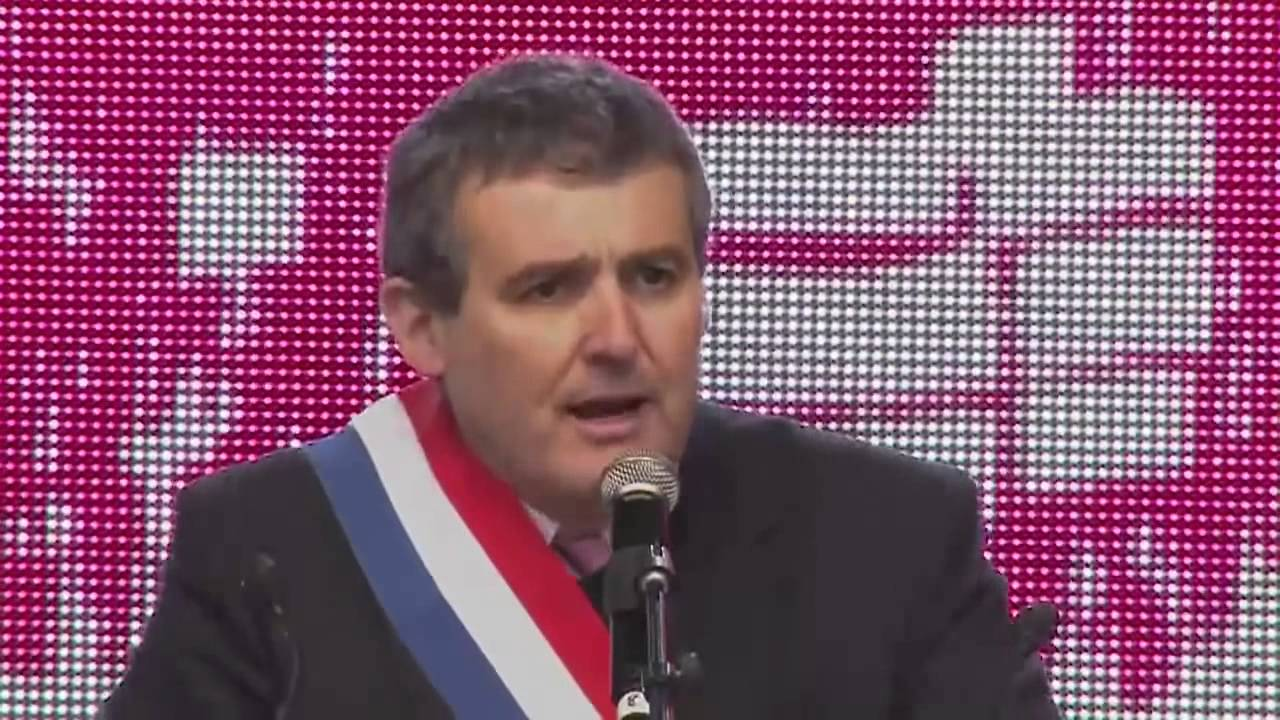
Xavier Breton, vice-président depuis le 19 juillet 2024
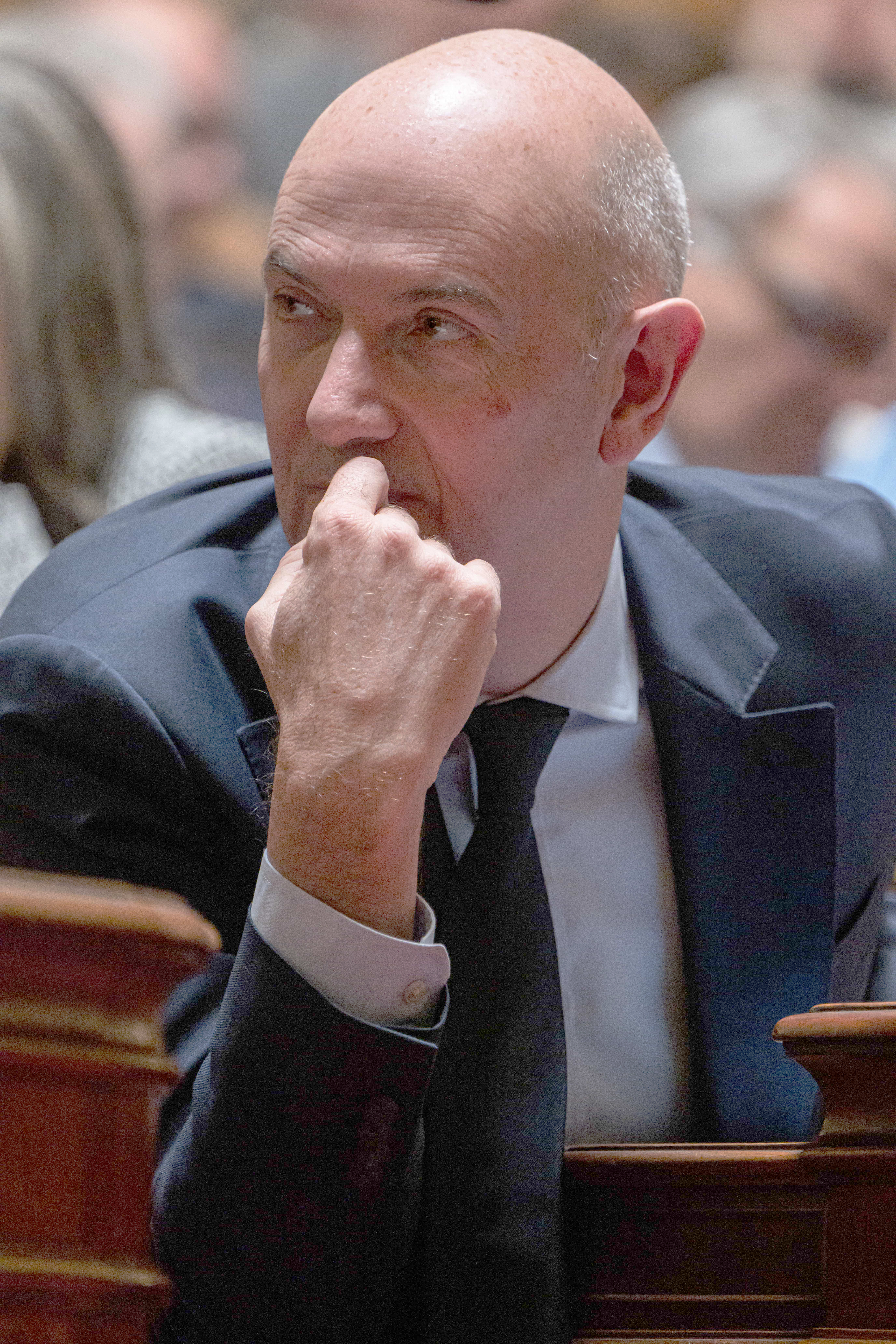
Roland Lescure, vice-président depuis le 19 juillet 2024

Il s'ensuit l'élection des trois questeurs de l'Assemblée nationale.
| Candidat               | Circonscription        | Groupe         | Groupe         | Premier tour | Premier tour | Second tour       | Second tour       | Situation         |
| Candidat               | Circonscription        | Groupe         | Groupe         | Voix         | %            | Voix              | %                 | Situation         |
| ---------------------- | ---------------------- | -------------- | -------------- | ------------ | ------------ | ----------------- | ----------------- | ----------------- |
| Christine Pirès-Beaune | 2e du Puy-de-Dôme      |                | SOC            | 460          | 84,10        | Élues au 1er tour | Élues au 1er tour | Élues au 1er tour |
| Brigitte Klinkert      | 1re du Haut-Rhin       |                | EPR            | 401          | 73,31        | Élues au 1er tour | Élues au 1er tour | Élues au 1er tour |
| Michèle Tabarot        | 9e des Alpes-Maritimes |                | DR             | 261          | 47,71        | 251               | 63,38             | Élue au 2etour    |
| Bruno Bilde            | 12e du Pas-de-Calais   |                | RN             | 158          | 28,88        | 143               | 36,11             |                   |
| Autres                 | /                      |                | /              | 2            | 0,37         | 2                 | 0,50              |                   |
|                        |                        |                |                |              |              |                   |                   |                   |
| Votants                | Votants                | Votants        | Votants        | 550          | 100,00       | 438               | 100,00            |                   |
| Blancs et nuls         | Blancs et nuls         | Blancs et nuls | Blancs et nuls | 3            | 0,55         | 42                | 9,59              |                   |
| Exprimés               | Exprimés               | Exprimés       | Exprimés       | 547          | 99,45        | 396               | 90,41             |                   |

Après les élections des vice-présidents et des questeurs, Marine Le Pen dénonce l'accord entre « LR, l'extrême gauche et Ensemble », destiné à empêcher le Rassemblement national d'avoir le moindre poste. Elle explique que cela va au travers de la représentativité du bureau de l'Assemblée nationale demandée par l'alinéa 2 de l'article 10 du Règlement de l’Assemblée nationale. Elle fustige aussi l'alliance LR-Ensemble. Elle explique donc que « l'on ne va peut-être pas rester jusqu'à 4 heures du matin. On va les laisser se partager entre eux les postes de secrétaires ».
| Candidat             | Groupe         | Groupe         | Premier tour  | Premier tour  | Second tour      | Second tour      | Troisième tour   | Troisième tour   | Situation        |
| Candidat             | Groupe         | Groupe         | Voix          | %             | Voix             | %                | Voix             | %                | Situation        |
| -------------------- | -------------- | -------------- | ------------- | ------------- | ---------------- | ---------------- | ---------------- | ---------------- | ---------------- |
| Stéphane Peu         |                | GDR            | 217           | 54,25 %       | Élus au 1er tour | Élus au 1er tour | Élus au 1er tour | Élus au 1er tour | Élus au 1er tour |
| Sébastien Peytavie   |                | EcoS           | 204           | 51,00 %       | Élus au 1er tour | Élus au 1er tour | Élus au 1er tour | Élus au 1er tour | Élus au 1er tour |
| Laurent Panifous     |                | LIOT           | 185           | 46,25 %       | 329              | 85,45 %          | Élus au 2e tour  | Élus au 2e tour  | Élus au 2e tour  |
| Christophe Naegelen  |                | LIOT           | 184           | 46,00 %       | 325              | 84,42 %          | Élus au 2e tour  | Élus au 2e tour  | Élus au 2e tour  |
| Iñaki Echaniz        |                | SOC            | 195           | 48,75 %       | 199              | 51,69 %          | Élus au 2e tour  | Élus au 2e tour  | Élus au 2e tour  |
| Sabrina Sebaihi      |                | EcoS           | 191           | 47,75 %       | 198              | 51,43 %          | Élus au 2e tour  | Élus au 2e tour  | Élus au 2e tour  |
| Éva Sas              |                | EcoS           | 192           | 48,00 %       | 197              | 51,16 %          | Élus au 2e tour  | Élus au 2e tour  | Élus au 2e tour  |
| Gabriel Amard        |                | LFI-NFP        | 187           | 46,75 %       | 193              | 50,13 %          | Élus au 2e tour  | Élus au 2e tour  | Élus au 2e tour  |
| Mereana Reid Arbelot |                | GDR            | Non candidats | Non candidats | Non candidats    | Non candidats    | 175              | 49,72 %          | Élus au 3e tour  |
| Sophie Pantel        |                | SOC            | Non candidats | Non candidats | Non candidats    | Non candidats    | 172              | 48,86 %          | Élus au 3e tour  |
| Farida Amrani        |                | LFI-NFP        | Non candidats | Non candidats | Non candidats    | Non candidats    | 170              | 48,30 %          | Élus au 3e tour  |
| Lise Magnier         |                | HOR            | 194           | 48,50 %       | 178              | 46,23 %          | 168              | 47,72 %          | Élus au 3e tour  |
| Alexis Corbière      |                | EcoS           | Non candidat  | Non candidat  | Non candidat     | Non candidat     | 165              | 46,87 %          |                  |
| Philippe Gosselin    |                | DR             | 194           | 48,50 %       | 180              | 46,75 %          | 160              | 45,45 %          |                  |
| Christophe Blanchet  |                | Dem            | 194           | 48,50 %       | 178              | 46,23 %          | 156              | 44,32 %          |                  |
| Bertrand Sorre       |                | EPR            | 195           | 48,75 %       | 177              | 45,97 %          | 155              | 44,03 %          |                  |
| Thibault Bazin       |                | DR             | 191           | 47,75 %       | 177              | 45,97 %          | 8                | 2,27 %           |                  |
| Sandrine Josso       |                | Dem            | 196           | 49,00 %       | 180              | 46,75 %          | 5                | 1,42 %           |                  |
| Annaïg Le Meur       |                | EPR            | 194           | 48,50 %       | 177              | 45,97 %          | 4                | 1,14 %           |                  |
| Blandine Brocard     |                | Dem            | 198           | 49,50 %       | 177              | 45,97 %          | 1                | 0,28 %           |                  |
| Edwige Diaz          |                | RN             | Retrait       | Retrait       | Retrait          | Retrait          | Retrait          | Retrait          |                  |
| Hanane Mansouri      |                | ÀD             | Retrait       | Retrait       | Retrait          | Retrait          | Retrait          | Retrait          |                  |
|                      |                |                |               |               |                  |                  |                  |                  |                  |
| Votants              | Votants        | Votants        | 401           | 100,00        | 386              | 100,00           | 357              | 100,00           |                  |
| Blancs et nuls       | Blancs et nuls | Blancs et nuls | 1             | 0,25 %        | 1                | 0,25 %           | 5                | 1,40 %           |                  |
| Exprimés             | Exprimés       | Exprimés       | 400           | 99,75 %       | 385              | 99,75 %          | 352              | 98,60 %          |                  |

##### Élection d'un vice-président du 22 octobre 2024
Le 21 septembre 2024, Annie Genevard, vice-présidente élue le 19 juillet 2024, est nommée ministre de l'Agriculture, de la Souveraineté alimentaire et de la Forêt dans le gouvernement Barnier. Une nouvelle nomination intervient pendant la séance du 22 octobre, séance où les suppléants des députés devenus ministres intègrent l'hémicycle.
| Candidat             | Circonscription       | Groupe      | Groupe      | 1er tour | 1er tour | 2e tour | 2e tour | 3e tour | 3e tour | Situation                             |
| Candidat             | Circonscription       | Groupe      | Groupe      | Voix     | %        | Voix    | %       | Voix    | %       | Situation                             |
| -------------------- | --------------------- | ----------- | ----------- | -------- | -------- | ------- | ------- | ------- | ------- | ------------------------------------- |
| Jérémie Iordanoff    | 5e de l'Isère         |             | EcoS        | 157      | 30,90    | 149     | 31,56   | 175     | 35,93   | Élu au 3e tour à la majorité relative |
| Virginie Duby-Muller | 4e de la Haute-Savoie |             | DR          | 127      | 25,00    | 125     | 26,48   | 161     | 33,06   |                                       |
| Yoann Gillet         | 1re du Gard           |             | RN          | 127      | 25,00    | 124     | 26,27   | 125     | 25,67   |                                       |
| Olivier Serva        | 1re de la Guadeloupe  |             | LIOT        | 29       | 5,70     | 28      | 3,81    | 25      | 5,13    |                                       |
| Christophe Blanchet  | 4e du Calvados        |             | Dem         | 69       | 13,58    | 46      | 9,74    | Retrait | Retrait |                                       |
| Autres               | /                     |             | /           | 0        | 0,00     | 0       | 0,00    | 1       | 0,20    |                                       |
|                      |                       |             |             |          |          |         |         |         |         |                                       |
| Votants              | Votants               | Votants     | Votants     | 510      | 100      | 473     | 100     | 495     | 100     |                                       |
| Exprimés             | Exprimés              | Exprimés    | Exprimés    | 508      | 99,60    | 472     | 99,78   | 487     | 98,38   |                                       |
| Blancs/nuls          | Blancs/nuls           | Blancs/nuls | Blancs/nuls | 2        | 0,39     | 1       | 0,21    | 8       | 1,6     |                                       |

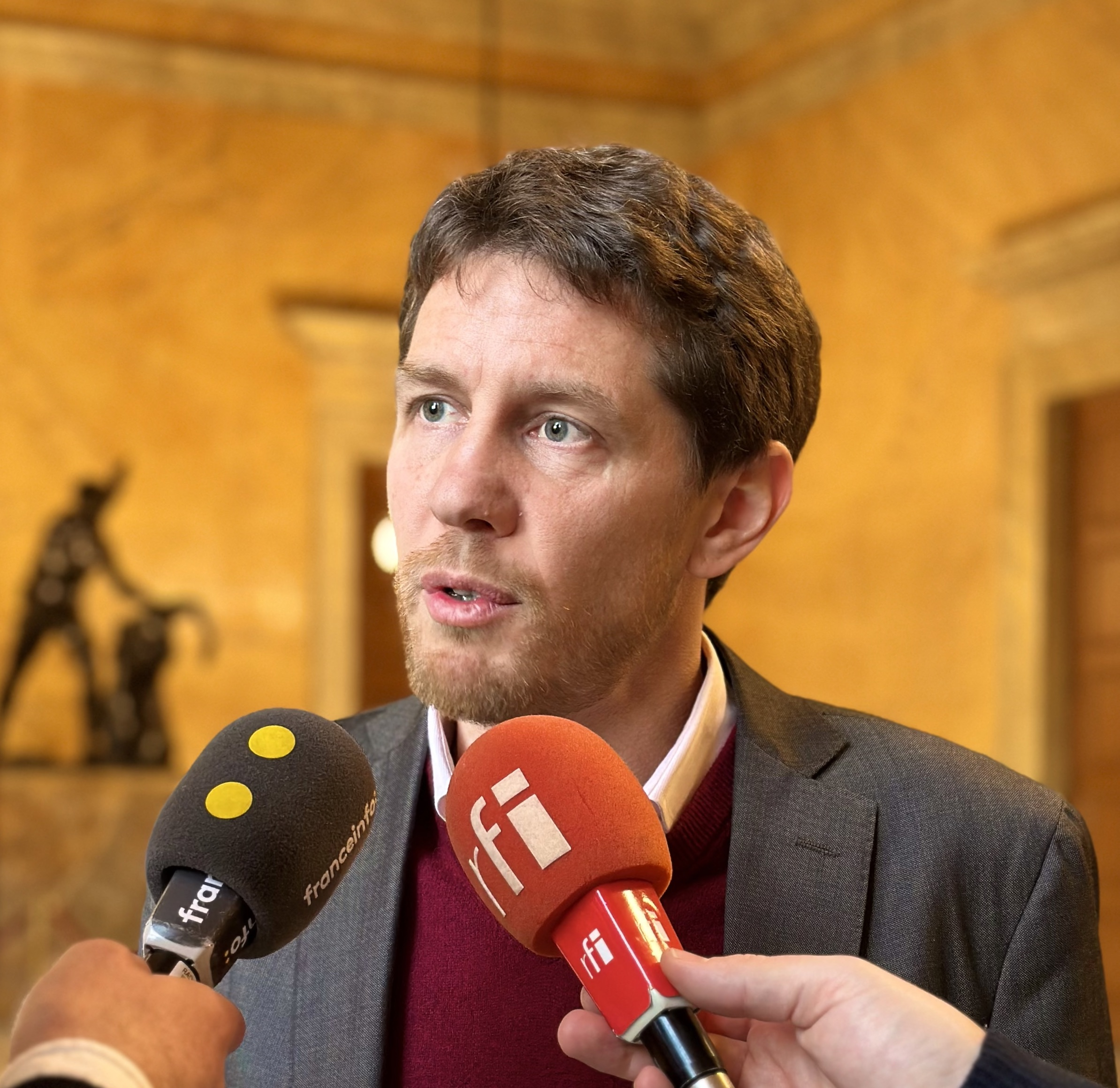
Jérémie Iordanoff, vice-président depuis le 22 octobre 2024

### Commissions et autres organes parlementaires

#### Commissions permanentes
| Commissions permanentes                                               | Président ou rapporteur général | Président ou rapporteur général | Groupe  |
| --------------------------------------------------------------------- | ------------------------------- | ------------------------------- | ------- |
| Commission des affaires culturelles et de l'éducation                 |                                 | Fatiha Keloua-Hachi             | SOC     |
| Commission des affaires économiques                                   |                                 | Aurélie Trouvé                  | LFI-NFP |
| Commission des affaires étrangères                                    |                                 | Bruno Fuchs                     | Dem     |
| Commission des affaires sociales                                      |                                 | Frédéric Valletoux              | HOR     |
| └ Rapporteur général du budget de la sécurité sociale                 |                                 | Thibault Bazin                  | DR      |
| Commission de la défense nationale et des forces armées               |                                 | Jean-Michel Jacques             | EPR     |
| Commission du développement durable et de l'aménagement du territoire |                                 | Sandrine Le Feur                | EPR     |
| Commission des finances                                               |                                 | Éric Coquerel                   | LFI-NFP |
| └ Rapporteur général du budget                                        |                                 | Charles de Courson              | LIOT    |
| Commission des Lois                                                   |                                 | Florent Boudié                  | EPR     |

| Commissions permanentes             | Anciens présidents | Anciens présidents | Groupe | Dates                               | Raison                             |
| ----------------------------------- | ------------------ | ------------------ | ------ | ----------------------------------- | ---------------------------------- |
| Commission des affaires économiques |                    | Antoine Armand     | EPR    | 20 juillet 2024 – 1er octobre 2024  | Nomination au gouvernement Barnier |
| Commission des affaires étrangères  |                    | Jean-Noël Barrot   | Dem    | 20 juillet 2024 – 21 septembre 2024 | Nomination au gouvernement Barnier |
| Commission des affaires sociales    |                    | Paul Christophe    | HOR    | 20 juillet 2024 – 26 septembre 2024 | Nomination au gouvernement Barnier |

#### Autres organes
Certains organes sont des délégations parlementaires mixtes, composées de membres de l'Assemblée nationale et de membres du Sénat.
| Autres commissions                                              | Président | Président                | Groupe |
| --------------------------------------------------------------- | --------- | ------------------------ | ------ |
| Commission des affaires européennes                             |           | Pieyre-Alexandre Anglade | EPR    |
| Commission spéciale chargée de vérifier et d'apurer les comptes |           | Sébastien Chenu          | RN     |

| Délégations                                                         | Président | Président                | Groupe |
| ------------------------------------------------------------------- | --------- | ------------------------ | ------ |
| Délégation aux droits des enfants                                   |           | Perrine Goulet           | Dem    |
| Délégation aux droits des femmes                                    |           | Véronique Riotton        | EPR    |
| Délégation aux collectivités territoriales et à la décentralisation |           | Stéphane Delautrette     | SOC    |
| Délégation aux outre-mer                                            |           | Davy Rimane              | GDR    |
| Délégation au renseignement (délégation mixte)                      |           | Cédric Perrin (sénateur) | REP    |

| Autres organes                                                                                 | Président | Président                    | Groupe |
| ---------------------------------------------------------------------------------------------- | --------- | ---------------------------- | ------ |
| Comité d’évaluation et de contrôle                                                             |           | Yaël Braun-Pivet             | EPR    |
| Office parlementaire d'évaluation des choix scientifiques et technologiques (délégation mixte) |           | Stéphane Piednoir (sénateur) | REP    |

### Conférence des présidents
La Conférence des présidents est convoquée chaque semaine par la Présidente de l'Assemblée nationale afin de fixer l'ordre du jour des séances publiques. Elle est composée, en plus de la Présidente, des vice-présidents, des présidents de commissions permanentes, du président de la commission des affaires européennes, des rapporteurs généraux au budget et des présidents de groupes.
Cependant, le vote des présidents de groupe est multiplié par l'effectif de leur groupe, leur voix est donc prépondérante lors des votes.
| Fonction                                                                            | Titulaire          | Titulaire                  | Circonscription                         | Groupe  |
| ----------------------------------------------------------------------------------- | ------------------ | -------------------------- | --------------------------------------- | ------- |
| Présidente                                                                          |                    | Yaël Braun-Pivet           | 5e des Yvelines                         | EPR     |
|                                                                                     |                    |                            |                                         |         |
| Vice-présidents                                                                     |                    | Clémence Guetté            | 4e du Val-de-Marne                      | LFI-NFP |
| Vice-présidents                                                                     |                    | Naïma Moutchou             | 4e du Val-d'Oise                        | HOR     |
| Vice-présidents                                                                     |                    | Nadège Abomangoli          | 10e de la Seine-Saint-Denis             | LFI-NFP |
| Vice-présidents                                                                     |                    | Xavier Breton              | 1re de l'Ain                            | DR      |
| Vice-présidents                                                                     |                    | Roland Lescure             | 1re des Français établis hors de France | EPR     |
| Vice-présidents                                                                     |                    | Jérémie Iordanoff          | 5e de l'Isère                           | EcoS    |
|                                                                                     |                    |                            |                                         |         |
| Présidents des commissions permanentes et de la commission des affaires européennes |                    | Fatiha Keloua-Hachi        | 8e de la Seine-Saint-Denis              | SOC     |
| Présidents des commissions permanentes et de la commission des affaires européennes |                    | Aurélie Trouvé             | 9e de la Seine-Saint-Denis              | LFI-NFP |
| Présidents des commissions permanentes et de la commission des affaires européennes |                    | Bruno Fuchs                | 6e du Haut-Rhin                         | DEM     |
| Présidents des commissions permanentes et de la commission des affaires européennes |                    | Frédéric Valletoux         | 2e de Seine-et-Marne                    | HOR     |
| Présidents des commissions permanentes et de la commission des affaires européennes |                    | Jean-Michel Jacques        | 6e du Morbihan                          | EPR     |
| Présidents des commissions permanentes et de la commission des affaires européennes |                    | Sandrine Le Feur           | 4e du Finistère                         | EPR     |
| Présidents des commissions permanentes et de la commission des affaires européennes |                    | Éric Coquerel              | 1re de la Seine-Saint-Denis             | LFI-NFP |
| Présidents des commissions permanentes et de la commission des affaires européennes |                    | Florent Boudié             | 10e de la Gironde                       | EPR     |
| Présidents des commissions permanentes et de la commission des affaires européennes |                    | Pieyre-Alexandre Anglade   | 4e des Français établis hors de France  | EPR     |
|                                                                                     |                    |                            |                                         |         |
| Rapporteurs généraux des budgets                                                    |                    | Thibault Bazin             | 4e de la Meurthe-et-Moselle             | DR      |
| Rapporteurs généraux des budgets                                                    |                    | Charles de Courson         | 5e de la Marne                          | LIOT    |
|                                                                                     |                    |                            |                                         |         |
| Présidents de groupes                                                               |                    |                            |                                         |         |
|                                                                                     | Marine Le Pen      | 11e du Pas-de-Calais       | RN                                      |         |
|                                                                                     | Gabriel Attal      | 10e des Hauts-de-Seine     | EPR                                     |         |
|                                                                                     | Mathilde Panot     | 10e du Val-de-Marne        | LFI-NFP                                 |         |
|                                                                                     | Boris Vallaud      | 3e des Landes              | SOC                                     |         |
|                                                                                     | Laurent Wauquiez   | 1re de la Haute-Loire      | DR                                      |         |
|                                                                                     | Cyrielle Chatelain | 2e de l'Isère              | EcoS                                    |         |
|                                                                                     | Marc Fesneau       | 1re de Loir-et-Cher        | DEM                                     |         |
|                                                                                     | Paul Christophe    | 14e du Nord                | HOR                                     |         |
|                                                                                     | Laurent Panifous   | 2e de l'Ariège             | LIOT                                    |         |
|                                                                                     | Stéphane Peu       | 2e de la Seine-Saint-Denis | GDR                                     |         |
|                                                                                     | Éric Ciotti        | 1re des Alpes-Maritimes    | UDR                                     |         |

Composition de la Conférence des présidents au 20 juillet 2024
Composition de la Conférence des présidents au 8 octobre 2024[h]
Composition de la Conférence des présidents au 9 octobre 2024
Composition de la Conférence des présidents au 22 octobre 2024

## Historique de la législature

### Historique des motions de censure
| Date du vote | Outil et contexte           | Groupe | Groupe  | Groupe | Groupe | Groupe | Groupe | Groupe | Groupe | Groupe | Groupe | Groupe | NI | Résultat | Résultat |
| Date du vote | Outil et contexte           | GDR    | LFI-NFP | EcoS   | SOC    | LIOT   | Dem    | EPR    | HOR    | DR     | UDR    | RN     | NI | Résultat | Résultat |
| --- | --------------------------- | ------ | ------- | ------ | ------ | ------ | ------ | ------ | ------ | ------ | ------ | ------ | -- | -------- | -------- |
| Date du vote | Outil et contexte           |        |         |        |        |        |        |        |        |        |        |        |    | Résultat | Résultat |
| 8 oct. 2024 | article 49 al. 2            | 16     | 72      | 38     | 66     | 4      | 0      | 0      | 0      | 0      | 0      | 0      | 1  | 197/289  | Rejetée  |
| 4 déc. 2024 | article 49 al. 3 PLFSS 2025 | 16     | 71      | 38     | 65     | 1      | 0      | 0      | 0      | 0      | 16     | 123    | 1  | 331/288  | Adoptée, |
| Majorité absolue des membres de l'Assemblée nationale requise. Le ou les groupes signataires de la motion de censure sont identifiés en souligné. |                             |        |         |        |        |        |        |        |        |        |        |        |    |          |          |

| Date du vote | Outil et contexte            | Groupe | Groupe  | Groupe | Groupe | Groupe | Groupe | Groupe | Groupe | Groupe | Groupe | Groupe | NI | Résultats | Résultats |
| Date du vote | Outil et contexte            | GDR    | LFI-NFP | EcoS   | SOC    | LIOT   | Dem    | EPR    | HOR    | DR     | UDR    | RN     | NI | Résultats | Résultats |
| --- | ---------------------------- | ------ | ------- | ------ | ------ | ------ | ------ | ------ | ------ | ------ | ------ | ------ | -- | --------- | --------- |
| Date du vote | Outil et contexte            |        |         |        |        |        |        |        |        |        |        |        |    | Résultats | Résultats |
| 16 janv. 2025 | article 49 al. 2             | 16     | 71      | 36     | 8      | 0      | 0      | 0      | 0      | 0      | 0      | 0      | 0  | 131/288   | Rejetée   |
| 5 fév. 2025 | article 49 al. 3 PLF 2025    | 15     | 70      | 37     | 6      | 0      | 0      | 0      | 0      | 0      | 0      | 0      | 0  | 128/289   | Rejetée   |
| 5 fév. 2025 | article 49 al. 3 PLFSS 2025, | 15     | 71      | 36     | 0      | 0      | 0      | 0      | 0      | 0      | 0      | 0      | 0  | 122/289   | Rejetée   |
| 10 fév. 2025 | article 49 al. 3 PLFSS 2025, | 12     | 71      | 31     | 1      | 0      | 0      | 0      | 0      | 0      | 0      | 0      | 0  | 115/289   | Rejetée   |
| 12 fév. 2025 | article 49 al. 3 PLFSS 2025, | 15     | 71      | 34     | 1      | 0      | 0      | 0      | 0      | 0      | 0      | 0      | 0  | 121/289   | Rejetée   |
| 19 fév. 2025 | article 49 al. 2             | 12     | 68      | 37     | 64     | 0      | 0      | 0      | 0      | 0      | 0      | 0      | 0  | 181/289   | Rejetée   |
| 4 juin 2025 | article 49 al. 2             | 8      | 71      | 36     | 1      | 0      | 0      | 0      | 0      | 0      | 0      | 0      | 0  | 116/289   | Rejetée   |
| 1er juill. 2025 | article 49 al. 2             | 13     | 71      | 36     | 66     | 3      | 0      | 0      | 0      | 0      | 0      | 0      | 0  | 189/289   | Rejetée   |
| Majorité absolue des membres de l'Assemblée nationale requise. Le ou les groupes signataires de la motion de censure sont identifiés en souligné. |                              |        |         |        |        |        |        |        |        |        |        |        |    |           |           |

### Session de droit de 2024
La législature devant s'ouvrir le deuxième jeudi suivant le second tour des élections législatives, et l'Assemblée nationale ne pouvant se réunir en session ordinaire, une session est ouverte de droit pour une période de 15 jours, jusqu'au 2 août 2024. La nouvelle assemblée se réunit donc le 18 juillet 2024 à 15 heures pour la séance inaugurale de l'Assemblée. Cette séance est présidée par José Gonzalez (RN), le doyen d'âge de l'Assemblée âgé de 81 ans. Lors de cette séance a lieu l'élection du président de l'Assemblée. Les six députés les plus jeunes (Flavien Termet, Hanane Mansouri, Louis Boyard, Théo Bernhardt, Auguste Évrard et Hugo Prevost) remplissent les fonctions de secrétaires jusqu'à la composition du Bureau qui a lieu le lendemain.

### Session ordinaire de 2024-2025

#### Procédure de destitution du Président de la République
Le 4 septembre 2024, la présidente du groupe La France insoumise Mathilde Panot dépose une proposition de résolution visant à réunir le Parlement en Haute Cour, en vue d’engager la procédure de destitution à l’encontre du Président de la République, prévue à l'Article 68 de la Constitution. Nécessitant un minimum de 58 signatures, soit celles d'au moins un dixième des députés, cette proposition de résolution est signée par 72 députés du groupe LFI-NFP, 6 députés écologistes et 4 députés du groupe GDR.
Le 17 septembre 2024, le Bureau étudie la proposition de destitution et la déclare recevable, à 12 voix contre 10. Conformément à l'article 3 de la loi organique du 24 novembre 2014 portant application de l'article 68 de la Constitution, la proposition de résolution est envoyée pour examen en commission des Lois. Le 2 octobre 2024, la commission des Lois rejette largement le texte, à 54 voix contre 15.
Au matin du 8 octobre 2024, la Conférence des présidents rejette l'inscription à l'ordre du jour en séance publique de la discussion de la proposition de résolution.

#### Déclaration de politique générale du gouvernement Barnier
Le Premier ministre prononce sa déclaration de politique générale le 1er octobre 2024 à 15 h. Le gouvernement ne sollicite la confiance ni de l'Assemblée nationale, ni du Sénat.

##### Motion de censure du 8 octobre 2024
Le 4 octobre 2024, les députés du Nouveau Front populaire présentent une motion de censure pour protester face à la nomination du Gouvernement Barnier. Le groupe Rassemblement national annonce ne pas voter cette motion de censure. Elle n'est pas adoptée.

#### Soutien sans participation du Rassemblement national
Lors de la mention de censure du 8 octobre 2024, le Rassemblement national, bien qu'étant membre de l'opposition, annonce ne pas censurer, du moins à court terme, le gouvernement Barnier. L'essayiste et économiste Chloé Morin, les politologues Benjamin Morel et Frédéric Sawicki, les députés Aurélien Rousseau (Place publique), Arthur Delaporte (Parti socialiste), Sandrine Rousseau (Les Écologistes) et Clémentine Autain (L'Après), le premier secrétaire du parti socialiste Olivier Faure, la présidente du groupé écologiste Cyrielle Chatelain, ainsi que les journaux L'Humanité et Libération y voient dans le positionnement du Rassemblement national un soutien sans participation au gouvernement,,,,,,,,,,.
À la suite du recours à l'article 49 alinéa 3 de la constitution par le gouvernement de Michel Barnier pour le projet de loi de financement de la sécurité sociale de 2025, le Rassemblement national annonce le 2 décembre 2024 que son groupe votera la censure du gouvernement.

#### Discussions sur le budget et le PLFSS 2025
Les discussions parlementaires commencent avec le dépôt du projet de loi de finances (PLF) pour 2025 le 10 octobre 2024, suivi du projet de loi de finance de la sécurité sociale (PLFSS). Le Premier ministre Michel Barnier avait annoncé un budget visant à réduire la dépense publique afin de revenir à un équilibre budgétaire entre dépenses et recettes. Le Nouveau Front populaire (NFP), majoritaire à l'Assemblée nationale, parvient à remanier la partie recettes du budget, avant qu'il ne soit rejeté par une large partie de la représentation nationale. Le Sénat examine à son tour les deux projets de loi, qui se rapproche des propositions formulées par le Gouvernement.
Le 2 décembre 2024, le PLFSS revient à l'Assemblée, le Premier ministre annonce à ce moment-là utiliser l'article 49 alinéa 3 de la Constitution afin de passer le texte sans vote du Parlement. Le NFP annonce aussitôt déposer une motion de censure, le RN en dépose une également. Ce dernier a également précisé qu'il voterait la motion de censure du NFP.

##### Motion de censure du 4 décembre 2024
À la suite de l'engagement de la responsabilité du Gouvernement sur le projet de loi de financement de la sécurité sociale pour 2025 en application de l'article 49, alinéa 3 de la Constitution, le Premier ministre Michel Barnier est renversé par l'adoption d'une motion de censure et est contraint de démissionner en application de l'article 50 de la Constitution. Il s'agit de la deuxième fois qu'une motion de censure est adoptée par l'Assemblée nationale sous la Cinquième République et une première en application de l'article 49, alinéa 3.

#### Déclaration de politique générale du gouvernement Bayrou
Le Premier ministre prononce sa déclaration de politique générale le 14 janvier 2025 à 15 h. Le gouvernement ne sollicite la confiance ni de l'Assemblée nationale, ni du Sénat.

##### Motion de censure du 16 janvier 2025
Le 14 janvier 2025, les députés Insoumis, Communistes et Ecologistes présentent une motion de censure pour protester face à la nomination du gouvernement Bayrou. Le groupe Rassemblement national annonce ne pas voter cette motion de censure. Le 16 janvier, elle est votée par la totalité du groupe insoumis et la quasi-totalité des groupes écologiste et communiste auxquels s'ajoutent les voix de huit députés du groupe socialiste. Elle n'est pas adoptée ne recueillant que 131 voix, bien loin des 288 nécessaires.

#### Suite de la discussion PLF 2025 et du PLFSS 2025
Après la motion de censure du 4 décembre 2024 et la chute du gouvernement Barnier, les textes budgétaires de l'Etat et de la Sécurité Sociale sont à l'arrêt. Le gouvernement Bayrou les reprend et y inclus des modifications. La Commission Mixte Paritaire (CMP) modifie également le texte du budget de l'Etat. Le 3 février 2025, en séance public, François Bayrou utilise deux fois l'article 49.3 : un pour faire adopter le Projet de Loi de Finances pour 2025 (PLF 2025) et l'autre pour faire adopter l'article liminaire et la première partie du Projet de Loi de Financement de la Sécurité Sociale pour 2025 (PLFSS 2025). La France Insoumise, le groupe Ecologiste et Social et la Gauche Démocrate et Républicaine annonce déposer deux motions de censure (une par texte) qui seront débattus puis rejetés le 5 février 2025. Peu après les votes des motions, François Bayrou utilise pour la troisième fois en tant que premier ministre l'article 49.3 pour faire adopter la seconde partie du Projet de Loi de Financement de la Sécurité Sociale pour 2025 (PLFSS 2025). Une fois encore, la gauche excepté les socialistes annoncent déposer une motion de censure. Le 10 février 2025, François Bayrou utilise une nouvelle fois l'article 49.3 pour faire adopter sans vote la 3ème partie et l'ensemble du Projet de Loi de Financement de la Sécurité Sociale (PLFSS).

##### Motions de censure du 5 février 2025
Après l'utilisation par deux fois de l'article 49 alinéa 3, deux motions de censure sont déposés par le groupe insoumis et seront votées. Le PS annonce ne pas les voter lors de son bureau national ce qui engendre de fortes tensions au sein du Nouveau Front populaire. Les deux motions de censure sont examinés successivement le 5 février à partir de 15 h 30 en séance publique à l'Assemblée nationale. Elles sont votées par les groupes insoumis, écologiste et communiste ainsi que par 6 députés socialistes.

##### Motion de censure du 10 février 2025
Après un troisième recours au 49.3 par François Bayrou sur la 2e partie du PLFSS 2025, La France insoumise dépose une motion de censure qui est examinée le lundi 10 février 2025 en séance publique à l'Assemblée nationale et rejetée avec seulement 115 voix pour.

##### Motion de censure du 12 février 2025
Finalement, pour la 3e partie et l'ensemble du texte du PLFSS 2025 le gouvernement engage de nouveau sa responsabilité par un recours au 49.3, la France insoumise dépose une nouvelle motion de censure qui est examinée le mercredi 12 février 2025 en séance publique à l'Assemblée nationale et rejetée avec 121 voix pour contre les 289 nécessaires.

##### Motion de censure du 19 février 2025
Le PS dépose une motion de censure en recourant à l'article 49.2 après des propos sur la submersion migratoire tenus par le premier ministre François Bayrou. Elle est examinée en séance publique le 19 février 2025 à l'Assemblée nationale. Elle est rejetée après le refus des groupes RN et UDR de la voter. Seulement 181 voix ont été récoltées sur les 289 nécessaires pour l'adoption.

#### Propositions de loi relatives aux soins palliatifs et à la fin de vie
À partir du 12 mai 2025, deux propositions de loi relatives « aux soins palliatifs et d'accompagnement » ainsi qu'« à la fin de vie » sont examinées en séance publique,. Ces lois s'inscrivent dans la continuité d'une autre loi durant la XVIe législature sur ce même sujet dont l'examen a été interrompu par la dissolution de l'Assemblée par Emmanuel Macron en juin 2024,. En raison du caractère très personnel du sujet, les groupes politiques ne donnent pas d'indications de vote sur la loi relative à la fin de vie. Le projet transpartisan est présenté par ses défenseurs comme permettant d'ouvrir de nouveaux droits.
Les deux textes sont soumis au vote de l'Assemblée le 27 mai 2025. Les deux lois sont adoptées en première lecture, celle sur les soins palliatif est adoptée à l'unanimité (560 pour), celle sur la fin de vie est également adoptée (305 pour, 199 contre).

### Session extraordinaire de 2025
Mercredi 11 juin, le Président de la République Emmanuel Macron, sur rapport du Premier ministre François Bayrou, convoque par décret, en vertu des articles 29 et 30 de la Constitution, une session extraordinaire du Parlement à partir du 1er juillet 2025. L'ordre du jour de cette session est publié au Journal Officiel et comporte l'examen ou la poursuite de l'examen de nombreux projets et propositions de loi ainsi que des projets de loi visant à approuver des accords internationaux.

#### Motion de censure du1erjuillet 2025
Le 26 juin 2025, à la suite de l'échec des négociations du conclave des retraites avec les partenaires sociaux et à la suite du refus du gouvernement de faire réétudier la réformes des retraites de 2023 par le Parlement, le Parti socialiste dépose une motion de censure. Accusé « d'être un béquille du gouvernement », le PS réaffirme sa position en déposant cette motion de censure. Le Rassemblement national annonce cependant ne pas voter la censure, ce qui coupe court à l'espoir de voir la mention adoptée. La motion est rejetée avec seulement 189 pour sur les 289 requises. L'ensemble des groupes du NFP votent la censure ainsi que quelques députés du groupe LIOT.

#### Adoption puis censure partielle de la loi Duplomb
Le 8 juillet 2025, la proposition de loi visant à lever les contraintes à l’exercice du métier d’agriculteur, dite loi Duplomb, qui avait été rejeté par ses défenseurs le 26 mai 2025 par une motion de rejet préalable pour empêcher l'amendement du texte par l'opposition de gauche en provoquant une commission mixte paritaire, est adoptée,. Cette proposition de loi vise notamment à rétablir l'utilisation des acétamiprides qui avaient été interdits pour leurs risques sur la santé et la biodiversité ainsi que de faciliter l'implantation de méga-bassines,. L'opposition de gauche ainsi que certains syndicats agricoles et associations écologistes dénoncent un recul sur les politiques écologiques. Pour protester contre cette adoption, une pétition est déposée sur le site de l'Assemblée nationale par une citoyenne le 10 juillet 2025. La pétition atteint les 500 000 signatures requises pour pouvoir être débattue à l'Assemblée le 19 juillet 2025 et le million de signatures est atteint le lendemain. Bien que cette pétition demande une « abrogation immédiate » de la loi, ce débat ne peut pas forcer une réétude ou une abrogation,.
Le 7 août 2025, le Conseil constitutionnel, après avoir été saisi par les députés du NFP et les sénateurs de gauche, rend son jugement sur le contenu de la loi. Il décide de censurer l'article réintroduisant l'acétamipride et émet notamment des réserves sur les dispositions relatives aux mégabassines. La loi est finalement promulguée le 12 août 2025.